# Donatello
Donato di Niccolò di Betto Bardi o Donatello (Florència, c. 1386 - Florència, 13 de desembre de 1466) va ser un famós artista i escultor italià de principis del Renaixement. Ensems amb Leon Battista Alberti, Filippo Brunelleschi i Masaccio, són considerats els principals creadors de l'estil renaixentista. Donatello va destacar per la seva força innovadora en el camp de l'escultura monumental i en el tractament dels relleus, camp en el qual va aconseguir representar l'obra amb una gran profunditat dintre d'un pla molt simple, tècnica que s'anomenà stiacciato, és a dir, relleu pla o aplatat.
El David de marbre realitzat el 1408 per a la catedral de Santa Maria del Fiore a Florència, va ser la primera obra documentada de l'artista. Durant els anys posteriors va fer nombroses obres en marbre, terracota, bronze i fusta per encàrrecs de diversos mecenes i governs de viles i ciutats. El 1459, retornà a Florència per realitzar unes plaques de bronze per a la Basílica de San Lorenzo, però va morir durant la seva elaboració, el dia 13 de desembre de 1466.
Entre les seves obres més importants destaquen el David de bronze que es troba al museu del Bargello, el Púlpit exterior de la catedral de Prato, l'Estàtua eqüestre de Gattamelata a Pàdua, la Magdalena penitent al museu dell'Opera del Duomo i Judit i Holofernes al Palazzo Vecchio de Florència.

## Biografia

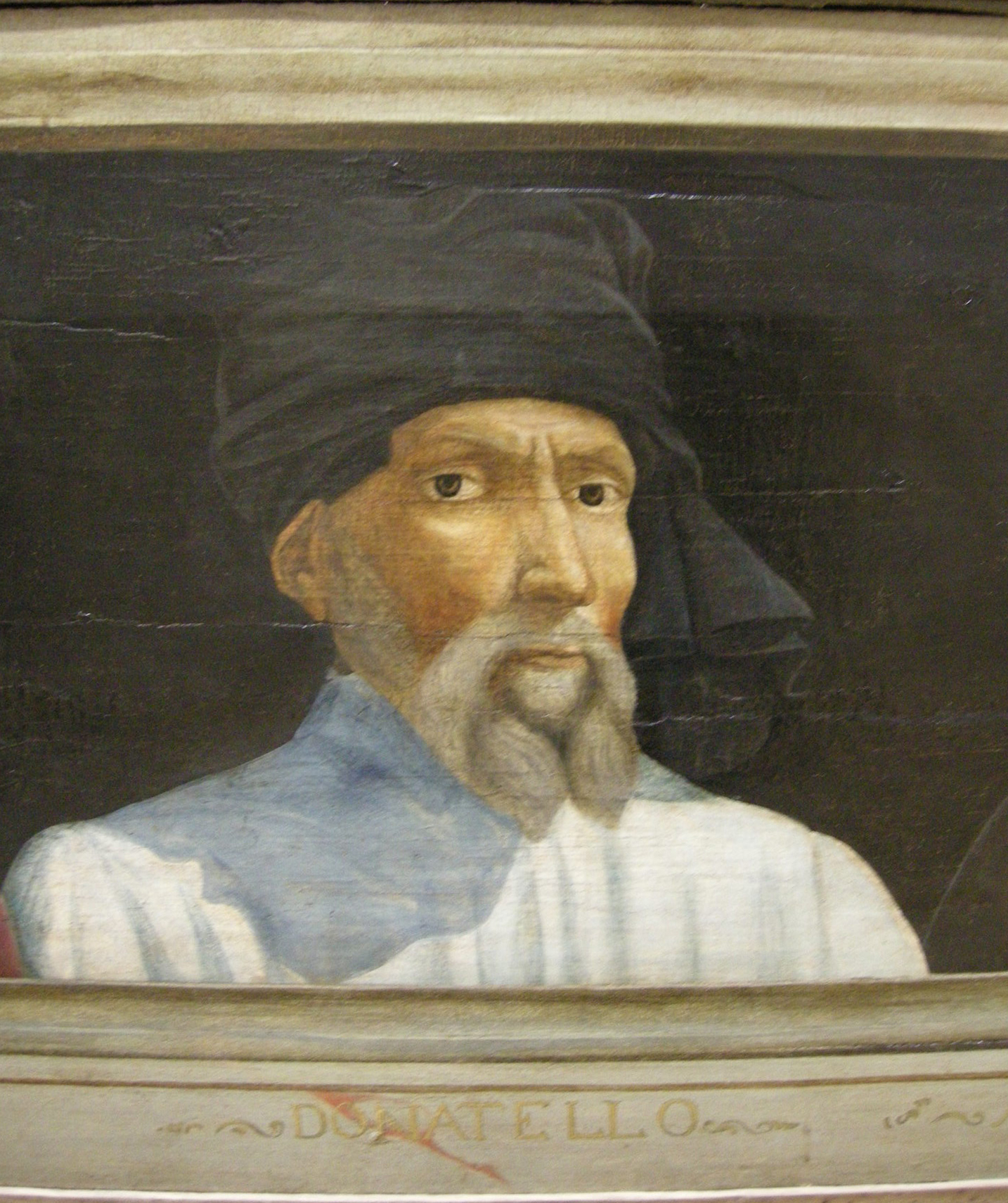
Retrat de Donatello realitzat al. Museu del Louvre.

Donato va néixer a Florència, probablement el 1386. Era fill de Nicolò di Betto Bardi, un cardador de llana de vida tumultuosa, el qual va participar en la revolta dels Ciompi, un aixecament popular de l'any 1378 organitzat pels cardadors de llana. Va participar després en altres accions en contra de Florència i, com a conseqüència, va ser condemnat a mort, tot i que després va ser indultat. Va ser un personatge molt diferent del seu fill, que era noble, elegant i delicat, i era conegut amb el nom de Donatello.

### Formació
Donatello, segons Vasari, va ser educat a casa de la família Martelli; tanmateix, és cert que Donatello va rebre la seva primera formació en un taller d'orfebreria. Entre 1402 i 1404 era a Roma acompanyant Brunelleschi, que era aproximadament uns deu anys més gran que ell, per estudiar l'art de l'antiguitat. Van poder veure una gran quantitat de ruïnes antigues, que van poder copiar i estudiar, i que posteriorment en serien font d'inspiració. Vasari explica com feien excavacions cercant «trossos de capitells, columnes, bastiments i restes d'edificis». La seva estada a Roma va ser decisiva per al desenvolupament de l'art italià del segle xv; en aquesta època Brunelleschi estudià les mides de la cúpula del Panteó i d'altres construccions romanes. Les construccions de Brunelleschi i els monuments de Donatello van ser l'expressió suprema de l'esperit en un període en què l'arquitectura i l'escultura van exercir una potent influència en els pintors de l'època.
El 1404, Donatello va tornar sol a Florència per tal d'anar a treballar al taller de Lorenzo Ghiberti. Allà, fins al 1407, va ajudar Ghiberti en la preparació de la cera per a la foneria i la realització dels models de la porta nord del Baptisteri de Sant Joan (Florència). Aquesta activitat li va permetre adquirir uns coneixements fonamentals sobre joieria i orfebreria. De fet, existeix una nota al registre de la corporació de pintors, amb la data de 1412, on se'l nomena orfebre.

## Primers encàrrecs

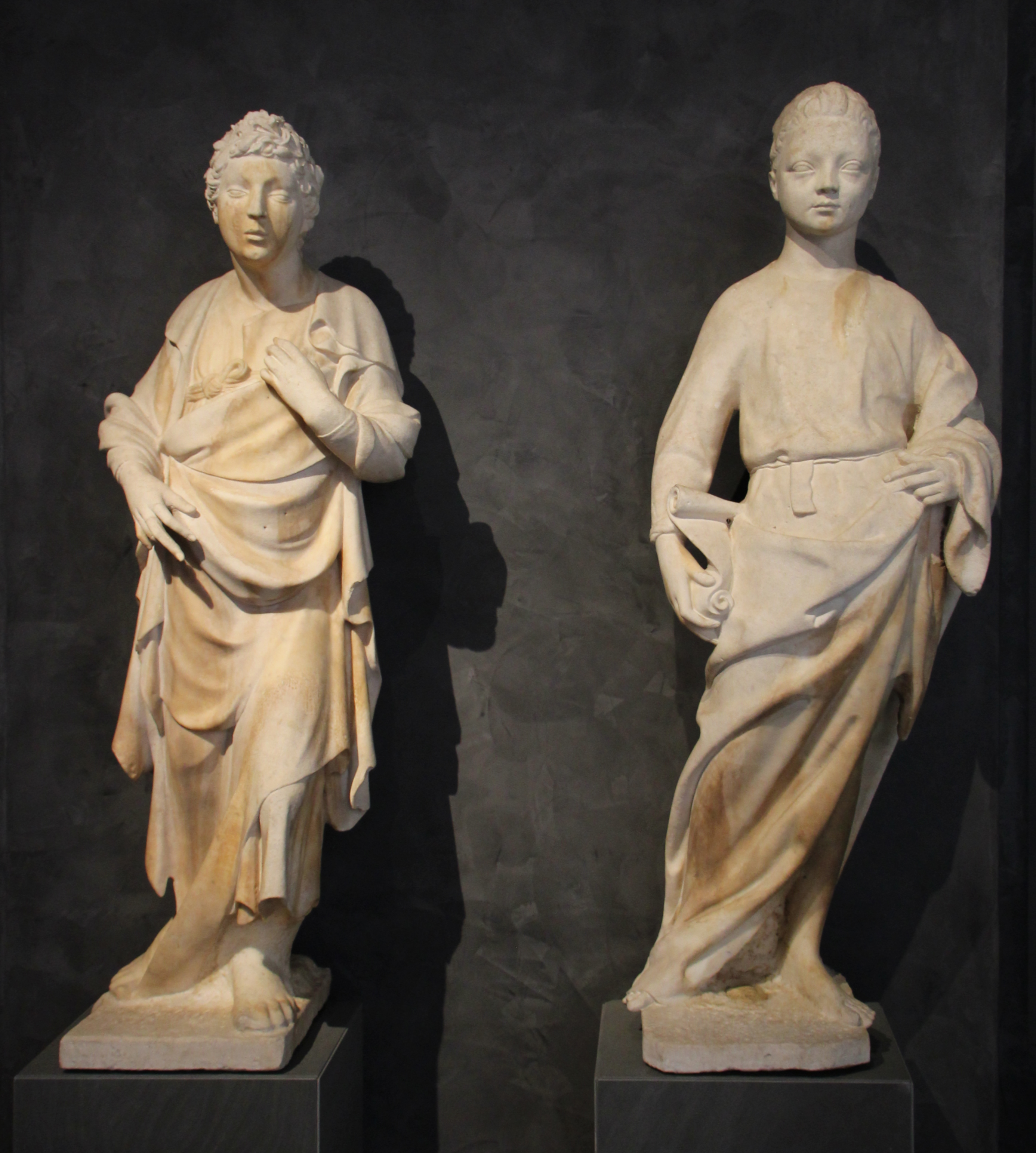
Petit profeta (a l'esquerra),
Porta de la Mandorla a la catedral de Santa Maria del Fiore, Florència.

Els Petis profetes, realitzats per a l'exterior de la porta de la Mandorla, a la catedral de Santa Maria del Fiore de Florència, són considerats com els primers treballs produïts per Donatello. Tanmateix, hi ha controvèrsia sobre la seva atribució, al marge de les diferències estilístiques entre les dues figures que poden ser degudes a la inexperiència del jove artista i amb la seva semblança amb obres similars de Nanni di Banco. Actualment, el Petit profeta de l'esquerra s'atribueix en general a Donatello, sobre la base de comparacions amb altres obres de la mateixa època, com el David de marbre. El fet que l'altra estàtua és probablement una obra de Nanni di Banco no és incompatible amb els documents de pagament de la catedral, en els quals consta que el 1406 i el 1408, Donatello va rebre diners en recompensa pel seu treball en dues estàtues de profetes, que no són descrites amb detall. En aquest moment tots dos escultors estaven associats i participaven en la decoració de l'esmentada porta de la Mandorla.
El 1408, se li va encarregar un David de marbre de mida natural per als contraforts del cor de la catedral, i que mostra un estil escultòric ja més elaborat. Per al mateix lloc encarregaren una altra figura a Nanni di Banco en la qual aquest va representar al profeta Isaïes. Si es comparen ambdues escultures, s'observa una flexió del cos en la figura d'Isaïes que continua sent dins l'estil gòtic, i que sembla no tingui un eix central; mentre, la figura del David de Donatello, presenta un conttraposto perfecte. Donatello la realitzà en marbre amb una alçada de 190 cm; la gran meticulositat de l'acabat recorda la influència que encara té l'autor de l'ofici adquirit durant el treball amb Ghiberti.

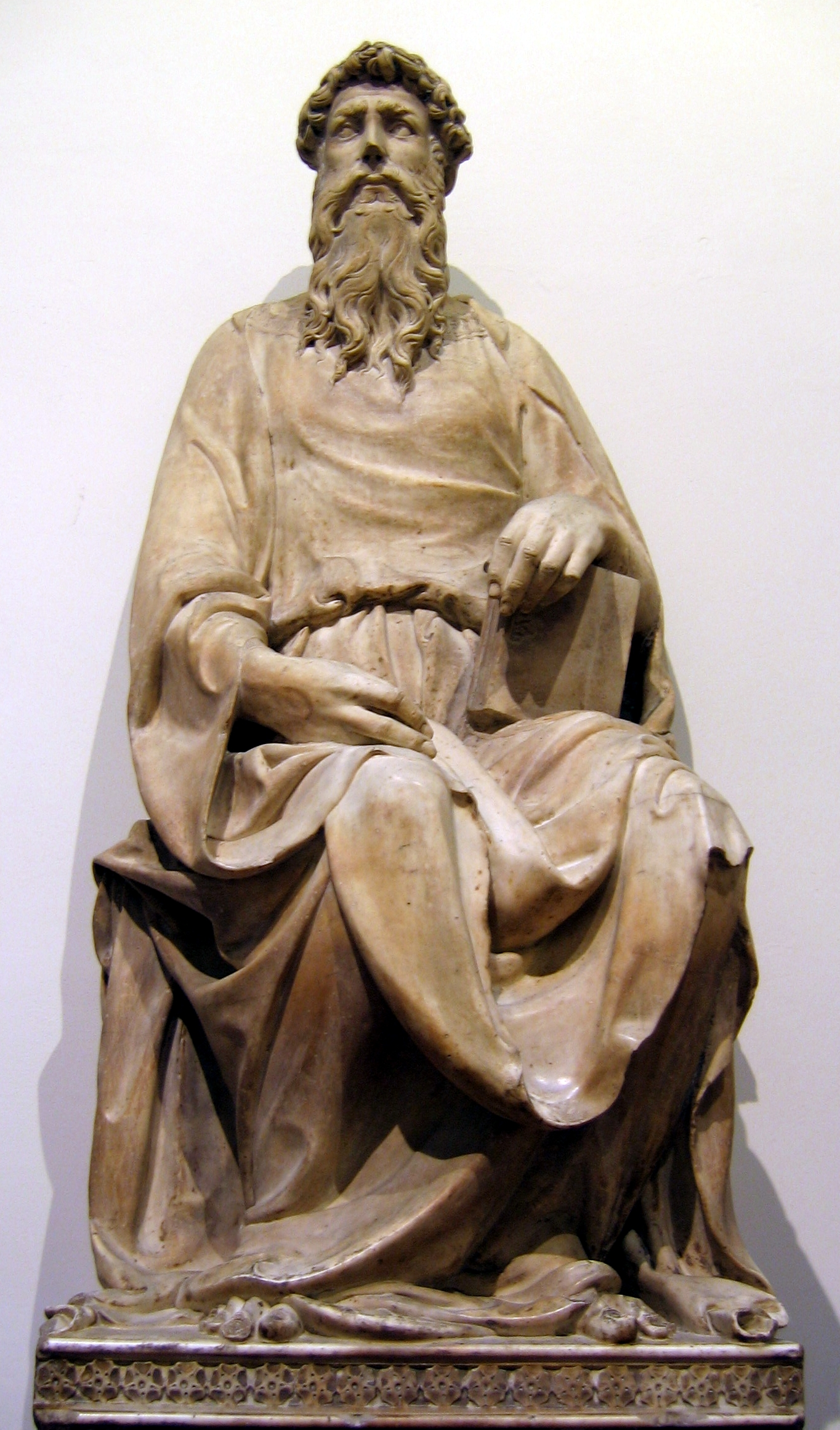
Sant Joan Evangelista,
al Duomo, Florència.

Aquesta obra no s'ha de confondre amb una versió posterior (vegeu David) que va realitzar en bronze. Aquest primer David té un rostre poc expressiu, amb una corona d'amarant, un símbol profà, i els membres són allargats a la manera de l'estil del gòtic tardà. Mostra una col·locació en contrast, amb el punt de suport en una cama, correspost amb una torsió del tronc oposada, formant el clàssic contrapposto. El detall de les mans indica un estudi acurat de l'anatomia humana. El 1416, l'obra va ser traslladada al Palazzo Vecchio i durant molt de temps va ser un emblema de la ciutat. S'hi va afegir una placa amb la inscripció: 
Entre 1409 i 1411 va realitzar la colossal figura asseguda de Sant Joan Evangelista, que fins al 1588 va ocupar un nínxol a la façana antiga de la catedral, al costat del portal central, i amb altres tres evangelistes d'autors diferents: Sant Marc de Niccolò di Piero Lamberti, Sant Lluc de Nanni di Banco, i Sant Mateu de Bernardo Ciuffagni.
Des de 1990 està col·locada en una capella del Duomo. En aquesta obra Donatello va donar expressió al seu manierisme gòtic tardà, i no només les referències creuades amb la noble postura de les antigues estàtues, sinó buscant una veritable humanitat en l'expressió, com s'observa en el rostre del sant, amb una disposició del front probablement influïda pel cap del Júpiter capitoli, i l'esquena i el tors geomètricament simplificats d'acord amb una concepció semicircular. A la part inferior de la figura, l'estilització afavoreix una naturalitat més accentuada: les mans són realistes i la roba que embolcalla les cames n'augmenta el volum dels membres. L'estàtua, amb la seva càrrega de força retinguda, representà un important referent per a Miquel Àngel en la realització del seu Moisès.

### Orsanmichele

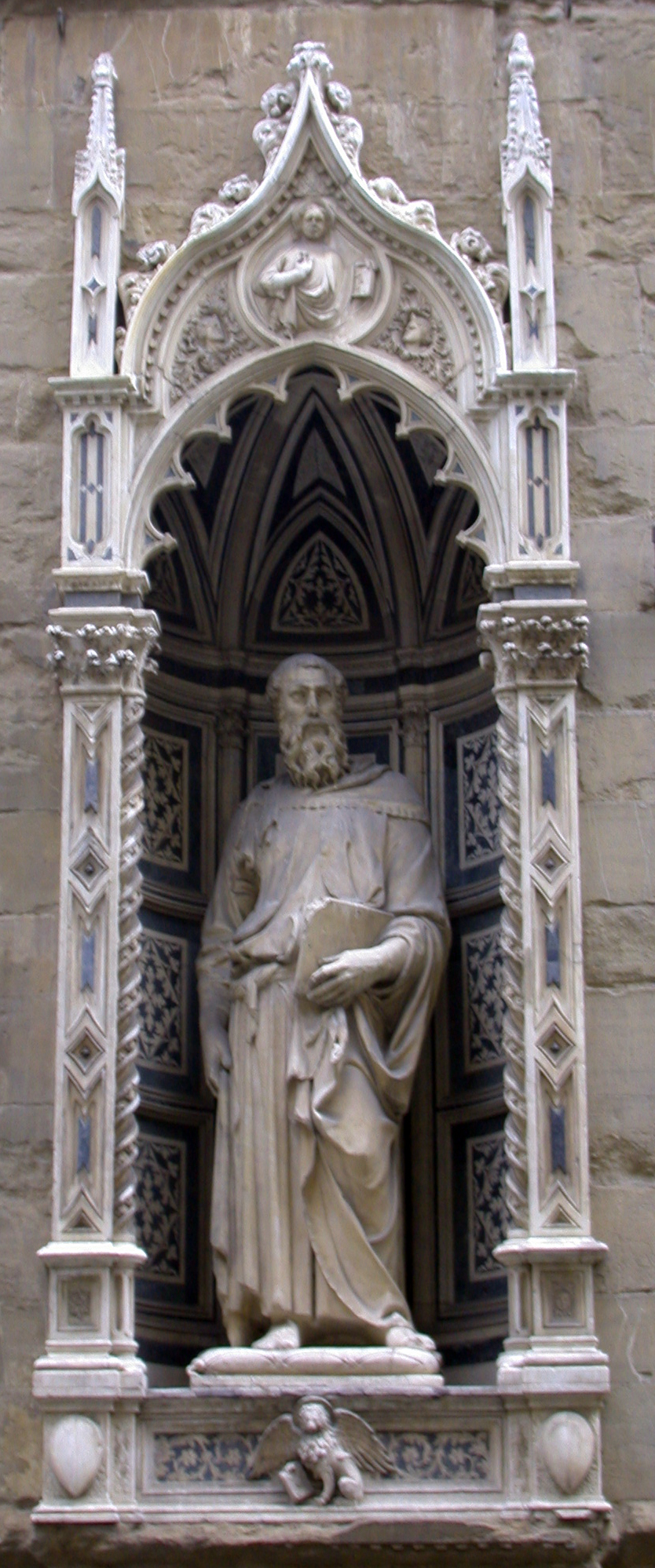
Sant Marc

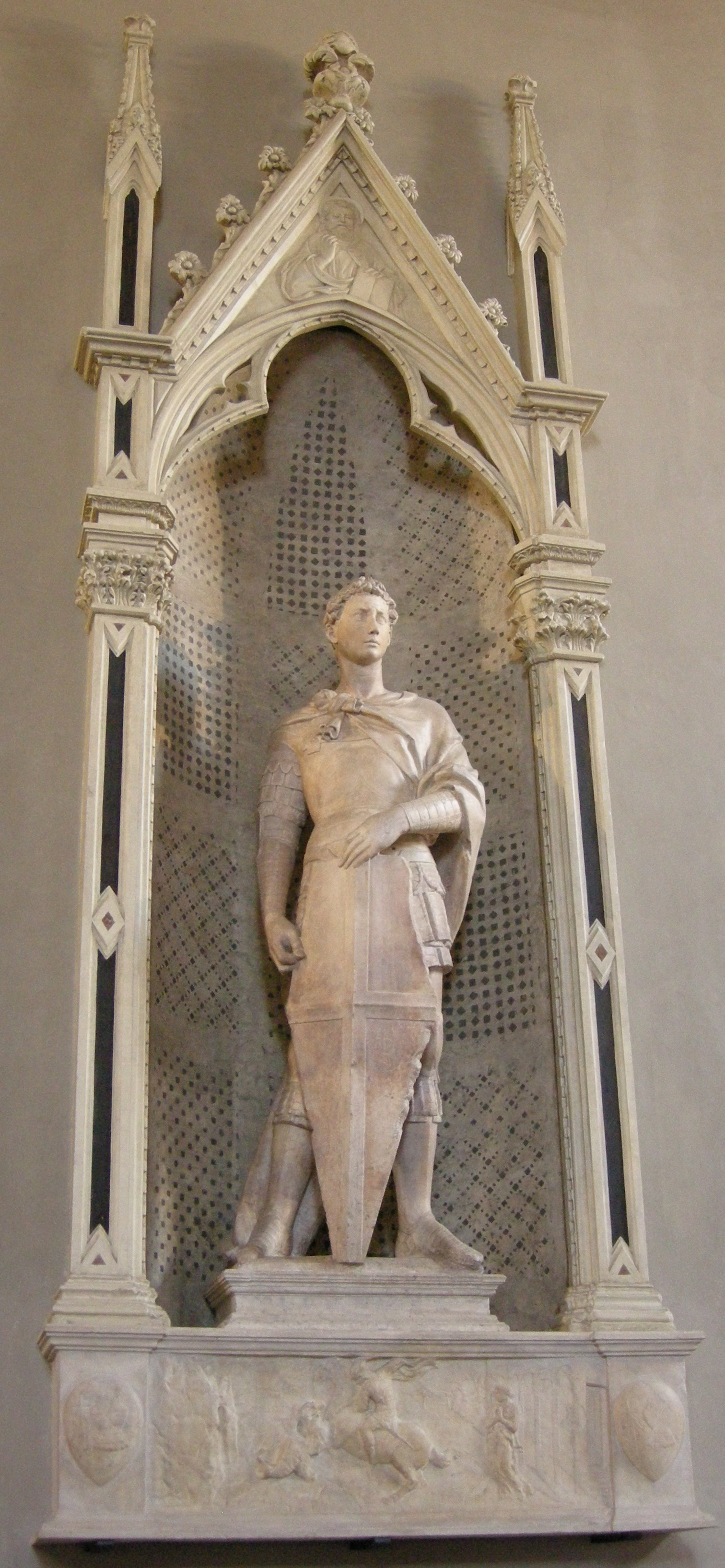
Sant Jordi

L'església d'Orsanmichele és un edifici que en el seu origen va ser construït com a convent d'una comunitat de monges, més tard es va convertir en un tribunal civil, després en mercat de cereals, i finalment va ser destinat al culte marià. El 1366 les arcades de la plaça van ser tancades per Francesco Talenti i, l'any 1404, es va ordenar que cada gremi de les Arts de Florència col·loqués la imatge del seu sant patró en alguna de les catorze fornícules de les pilastres exteriors. D'aquesta manera, Orsanmichele es convertí en un edifici artístic públic amb una exposició exterior de les escultures. Actualment, les estàtues, fetes per diversos artistes i materials, s'han anat traslladant a diferents institucions per assegurar-ne la conservació. La majoria d'elles es troben a les plantes superiors d'un museu inaugurat el 1996.
Donatello va participar en els encàrrecs del Sant Marc del gremi dels filadors (1411-1413), en el Sant Jordi del gremi de fabricants d'armadures (1415-1417) i en el Sant Lluís de Tolosa per als capitans de la part dels güelfs (1422-1425).
- Sant Marc està retratat com un antic filòsof amb una barba i amb un vestit nuat a la cintura. El rostre està esculpit amb una expressió que mostra una serietat digna i expressa una integritat espiritual que recorda la del Sant Joan Evangelista d'uns pocs anys enrere. La cama esquerra de sant Marc té una suau inclinació, en una forma ponderada, però no impedeix que l'actitud sigui recta i solemne. El petit gir del cos fa sobresortir lleugerament la figura del nínxol, evitant la rigidesa d'una posició estrictament frontal. La mirada del sant sembla perdre's a l'horitzó. Amb la mà esquerra, aguanta un llibre obert, que és l'atribut típic dels evangelistes. Miquel Àngel va elogiar l'estàtua, dient, segons Vasari: «mai no havia vist una figura amb l'aire de tan bon home com aquesta i que si sant Marc ha tingut realment aquestes característiques, aleshores podia creure cegament en el que ell havia escrit».[13] El 1941, l'estàtua va ser treta del seu lloc durant un temps, per protegir-la dels bombardeigs. També es traslladà del lloc el 1977, quan es va realitzar una restauració en la qual es van retirar les zones enfosquides, que havien ennegrit la figura, perquè aparegués la pàtina de bronze. D'aquesta manera, harmonitzava millor amb les estàtues de marbre i amb les de bronze d'Orsanmichele. Durant la tasca de restauració es van redescobrir en la figura les restes del daurat al cabell i a la barba, a les vores de la vestidura, al llibre i al coixí dessota els peus. L'original es troba al museu d'Orsanmichele i s'ha col·locat una còpia a l'exterior.

- Sant Jordi, de 1417, va ser un encàrrec del gremi de fabricants d'armadures; el resultat venia condicionat perquè, evidentment, al gremi volien una obra on tinguessin protagonisme les armes i armadures. La figura, lleugerament en rotació al voltant de l'eix central, es basa en la superposició de tres ovals: la cara amb les celles, el pit i l'escut. Els trets del cap, en la direcció oposada als del cos, són un recurs de l'artista per dinamitzar l'obra.[14] El tabernacle també és obra de Donatello. El baix relleu en pedra de la base, Sant Jordi allibera la princesa, probablement va ser afegit dos anys més tard i va ser tallat amb la tècnica de stiacciato. És un dels primers exemples d'una perspectiva central de punt de fuga, amb caràcter horitzontal i que convergeix en el grup central. La representació està treta de la Llegenda àuria de Iacopo da Varazze. Les línies de la capa, l'armadura del sant i les ales obertes del drac, que capten l'atenció de la mirada de l'espectador, estan en la línia de l'estil gòtic tardà. Però la nova concepció de l'espai, que sembla estendre's més enllà del marc del baix relleu, és igualment un punt de referència. També és innovadora la funció de la llum que sobresurt del punt focal de l'acció.[15]

- Sant Lluís de Tolosa. Donatello la va realitzar l'any 1423. És de bronze daurat, i tot i que originalment anava inserida en un tabernacle, dissenyat per ell mateix, actualment està en el Museu dell'Opera di Santa Croce. Aquest tabernacle pertanyia als güelfs; quan aquests van perdre poder, el van haver de vendre; entre 1459 i 1460, el va comprar la corporació gremial dels comerciants, que afegiren el grup escultòric a l'obra Incredulitat de Sant Tomàs, d'Andrea Verrocchio. Com es va poder observar en una restauració realitzada, la construcció va ser feta a base de peces que s'engalzen entre si; la mitra i el bàcul es poden treure com a peces soltes i, la mà dreta del sant, que està en l'acte de beneir, és un guant buit.[16]

### Crucifix de la Santa Creu
Hi ha una altra referència sobre un treball d'aquesta primera època, d'un crucifix en fusta policromada, que apareix citat en un informe de Vasari. Sembla fruit d'una especial competició entre Brunelleschi i Donatello:
| «                                                                                | ... va fer un Crucifix de fusta que, quan el va haver acabat, el va mostrar a Brunelleschi, molt amic seu, per saber la seva opinió. Aquest, que segons les paraules de Donatello, esperava veure quelcom molt millor, en mirar-ho, va somriure. I Donato li va pregar, per l'amistat que entre ells hi havia, que li donés el seu parer. Pel que Filippo, que era molt liberal, va replicar que li semblava que havia posat en la creu un camperol i no un cos semblant a Jesucrist, que era més delicat i en totes les seves parts el més perfecte de forma humana mai creada. | » |
| — Vasari. Le Vite de'più eccellenti pittori, scultori, ed architettori. Part III | |   |

Donatello, davant aquesta dura crítica, va convidar Brunelleschi perquè realitzés un treball millor que el seu. Quan Brunelleschi va acabar la seva obra, davant el crucifix realitzat pel seu amic, Donato va ser honrat i va admetre que era millor i que l'havia superat.
La datació del Crucifix de la Santa Creu se situa entre el 1406 i el 1408, i com succeeix amb l'obra Petit profeta, hi ha dubtes sobre l'atribució a Donatello, ja que es creu que pot haver estat realitzat per Nanni di Banco, encara que aquesta teoria tampoc té massa seguidors. El cos del crucifix de Donato està realitzat segons el desig del comitent, l'Orde de Sant Francesc, i expressa amb realisme i patetisme el sofriment humà, amb la intenció de connectar amb la gent del poble. Reflecteix l'agonia de Crist, que està amb els ulls parcialment oberts, la boca oberta, i el cos desmanegat. L'obra es troba a la Basílica de la Santa Creu de Florència.

### Marzocco
Se li va encarregar a Donatello l'execució del Marzocco l'any 1419 en pietra serena (la pedra grisa de la regió) amb ocasió de la visita a Florència del papa Martí V, per col·locar-la a l'escalinata que conduïa a les habitacions papals de Santa Maria Novella. Un marzocco és una escultura d'un lleó, símbol del poder popular a la República de Florència, i Donatello va saber treure tota la gran majestuositat en la descripció de l'animal heràldic.
L'any 1810 va ser erigit a la Piazza della Signoria, i més tard, va ser reemplaçat per una còpia i l'original va ser emmagatzemat al museu del Bargello.

### Profetes per al campanar de Santa Maria del Fiore

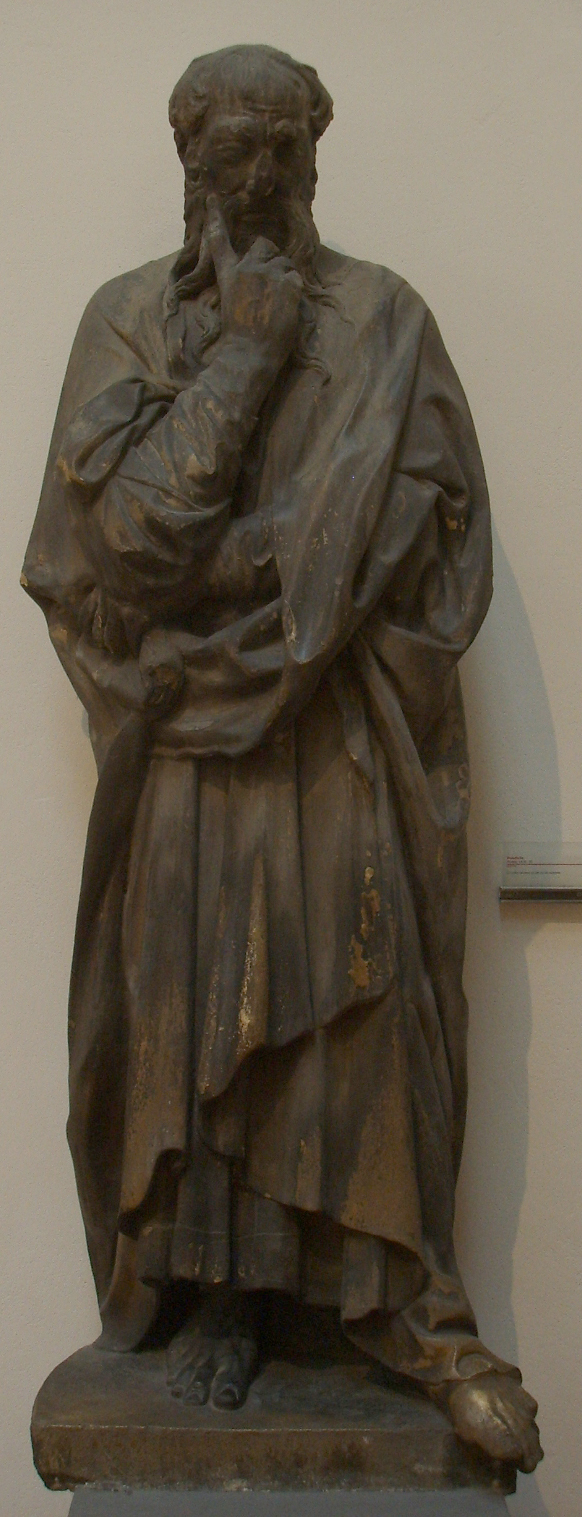
Profeta pensatiu

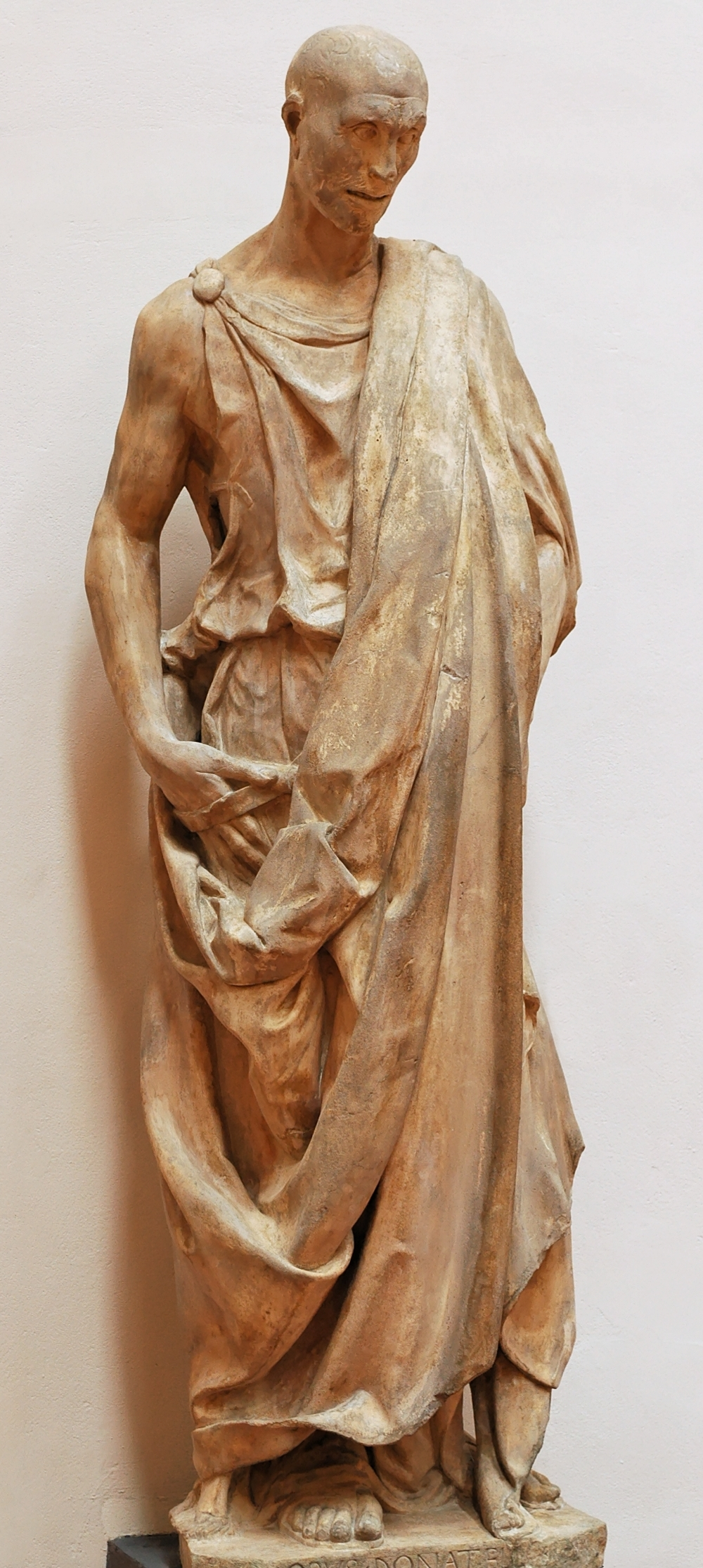
Profeta Habacuc

Entre 1415 i 1426 realitza cinc estàtues tallades per al campanar de la catedral: Profeta imberbe, Profeta pensatiu (ambdues el 1415), Sacrifici d'Isaac (1421), el Profeta Habacuc conegut per Zuccone (1423-1425) i el Profeta Jeremies (1423-1426). Donatello caracteritza els profetes de la torre d'acord amb el model clàssic de l'oratori. Se sap que aquestes estàtues de mides més grans que el natural eren retrats de ciutadans reals, no idealitzats; la grandesa i la dignitat de la persona és expressada pel gest i per l'efecte clarobscur dels plecs a les robes. Les estàtues van ser traslladades l'any 1937 al Museu dell'Opera del Duomo (Florència), i se'n van col·locar unes còpies en l'exterior.
- Profeta imberbe. Aquesta escultura va ocupar una de les fornícules de la cara de l'est de la torre campanar, realitzada en marbre blanc, entre 1416 i 1418. Deu el seu nom a la falta d'atributs iconogràfics que permetin identificar a quin profeta en fa referència. Està caracteritzat amb les vestidures clàssiques i en la postura d'un orador, amb una gran expressió, molt realista. Té accentuats els plecs profunds de la vestidura per aconseguir un intens efecte de clarobscur així com uns esforçats i decidits gestos a la mà esquerra, per a fer centrar l'atenció de l'observador en direcció al document que mostra la seva profecia.[20]

- Profeta pensatiu. Està situat en el tercer ordre del campanar de la catedral. És de l'any 1418 i està realitzat en marbre; com amb el Profeta imberbe, no ha estat possible identificar el profeta representat. El seu rostre té gran semblança al San Marco d'Orsanmichele, realitzat per Donatello poc temps abans. Presenta uns traços que mostren la grandesa i la dignitat del personatge, amb la típica actitud d'aquell qui pensa de manera molt concentrada. L'artista aconsegueix que la figura transmeti aquesta actitud amb el gest de la mà dreta a la barbeta.[21]

- Sacrifici d'Isaac. D'entre tota aquesta sèrie d'escultures de profetes, aquesta obra destaca per representar dos personatges; apareix representat Abraham en l'acte de sacrificar el seu fill Isaac. Mentre els altres profetes estan amb gestos meditatius, en aquest grup s'adverteix el moviment amb el cap girat d'Abraham, que està pendent de l'advertiment de l'àngel perquè aturi el seu sacrifici. Es creu que en l'execució d'aquesta obra va participar també el seu ajudant Nanni de Bartolo.[22]

- Profeta Habacuc. És una obra coneguda popularment com il Zuccone (el carbassó). Va ser realitzada perquè s'instal·lés al costat nord del campanar, que és una de les pitjors cares per poder ser observada; però una vegada acabada l'obra, els comitents de la catedral van quedar tan satisfets que van canviar la seva col·locació i va anar a parar al costat oest, la part que queda en paral·lel amb la façana de la catedral. En aquesta estàtua Donatello va realitzar el retrat d'un personatge de Florència anomenat Barduccio, que el poble anomenava Zuccone, pel seu crani allargat i calb com un carbassó, i d'això ve també el nom popular de l'escultura. El profeta està representat amb una extremada primesa, i una llarga túnica per on se li aprecien uns braços nus d'una excel·lent anatomia. El més impressionant és el caràcter que va saber donar a l'expressió del seu rostre, que és d'un gran realisme.[23]

- Profeta Jeremies. Aquesta escultura va ser l'última realitzada per Donatello per al campanar de la catedral de Florència, i es va col·locar a la mateixa zona que el profeta Habacuc, a la cara oest. Vasari a Le Vite comenta que Donatello va emprar com a model Francesco Soderini, un amic florentí de l'escultor. L'obra té una gran expressivitat al rostre i un mostra un efecte general de grandesa i serietat.[24]

### Reliquiari de Sant Rossore
El 1424, va rebre l'encàrrec d'un bust, el reliquiari de Sant Rossore, per a l'església d'Ognissanti (Florència). Era de bronze daurat i va ser elaborat com un bust a la manera d'un «retrat romà» del segle iii. Es conserva al museu nazionale di Sant Matteo, a Pisa, on va ser traslladat l'any 1591.

### Obres a Siena

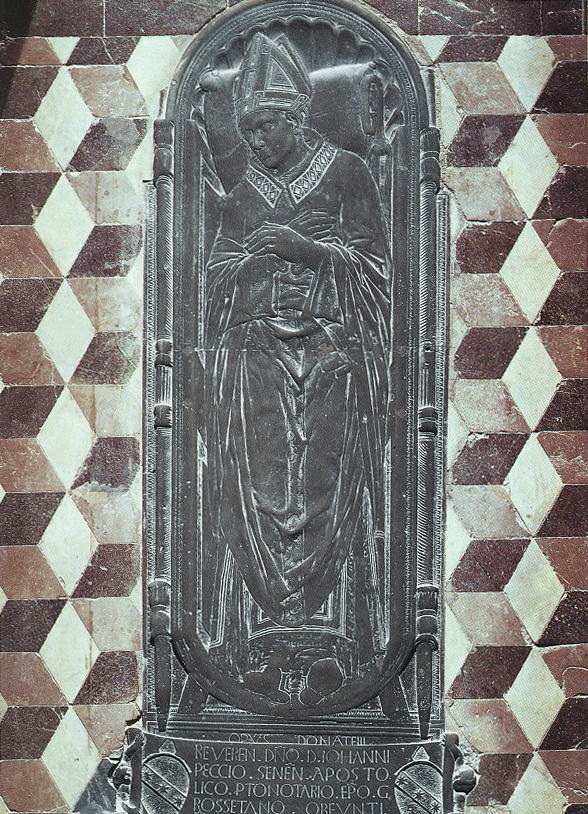
Lauda sepulcral de Giovanni Pecci a la catedral de Siena

El 1423, mentre treballava en la sèrie dels profetes per al campanar de Santa Maria del Fiore, va rebre l'encàrrec de col·laborar en la decoració del baptisteri de Siena, al costat d'altres artistes com Lorenzo Ghiberti, Jacopo della Quercia i Luca della Robbia.
Va realitzar un dels relleus en bronze, obra que correspon al fris de la pica baptismal; el tema era el Banquet d'Herodes. En un primer pla situà l'escena en què ofereixen a Herodes el cap decapitat de sant Joan Baptista; l'artista ressalta en el rostre del rei l'horror que aquesta ofrena li produeix. A la part dreta, en un primer terme, es troba Salomé. L'arquitectura en perspectiva del segon pla, amb la clàssica arcada, produeix un efecte d'una gran profunditat, aconseguida amb la tècnica del stiacciato i fent servir un mínim de relleu. Aquesta perspectiva central també va ser usada per Brunelleschi, però la manera com Donatello l'usa en aquest relleu en concret la converteix en una de les obres més importants del primer Renaixement.
Davant la gran satisfacció dels comitents pel resultat, li van encarregar immediatament la realització de dues escultures exemptes, també en bronze, per incorporar-les a la gran pica baptismal: La Fe i L'Esperança.
Un altre encàrrec fou la lauda sepulcral de Giovanni Pecci, bisbe de Grosseto, que va morir el 1426. Va ser encarregada per a la catedral de Siena, edifici en el qual Donatello ja treballava en la part del baptisteri de Sant Joan. L'artista va representar la imatge del bisbe en un relleu en bronze molt fi en els detalls, i l'artista aconsegueix adaptar-se perfectament al lloc on anava destinada, el paviment de la catedral. Donatello hi va deixar la seva signatura: Opus Donatelli.

## Relleus
Donatello va realitzar una llarga sèrie de relleus tractats amb la tècnica del stiacciato, i ho feu al llarg de la seva trajectòria artística. Cal destacar el relleu de la Madonna Pazzi, en marbre, encàrrec realitzat el 1425-1430 per al Palazzo Pazzi florentí. En aquesta obra la perspectiva parteix des de la part baixa; els plans són en gradació i té una draperia d'una gran delicadesa. Aquest tipus d'imatge de la Mare de Déu amb l'Infant de mig cos seria un tema cada vegada més representat durant el Quattrocento, temàtica reservada sobretot per al culte privat.
Dues obres realitzades amb el mateix tractament són el Lliurament de claus a Sant Pere, destinada a l'altar de la capella Brancacci (1425-1430), i que es conserva al Victoria and Albert Museum de Londres, i el relleu de l'Assumpció de la Mare de Déu que era per al sepulcre del cardenal Rainaldo Brancacci de Sant'Angelo a Nilo, a Nàpols. L'elecció del tema de l'assumpció era força inusual per a un monument. És possible que es tractés d'una petició explícita del cardenal que estava molt vinculat a la Basílica de Santa Maria la Major a Roma, i en aquesta església es vivia amb una especial intensitat la festivitat de l'Assumpció de la Mare de Déu.

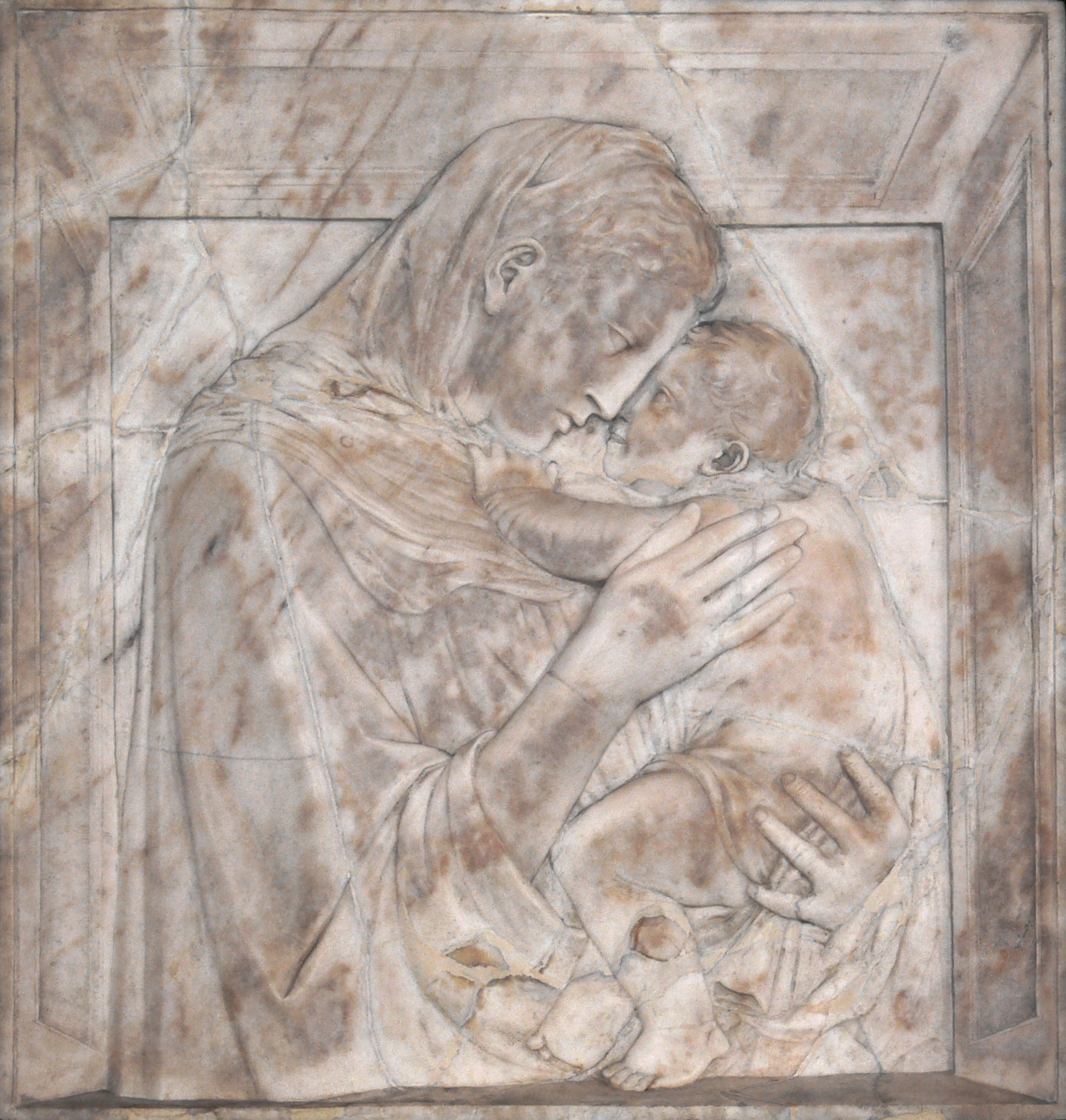
Madonna Pazzi
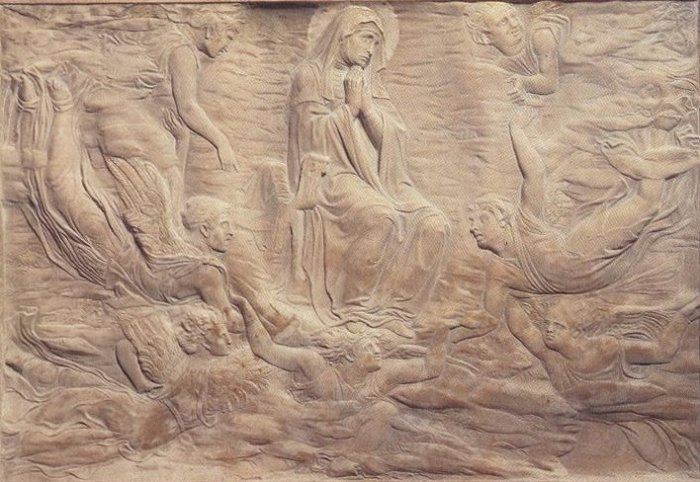
Assumpció de la Mare de Déu
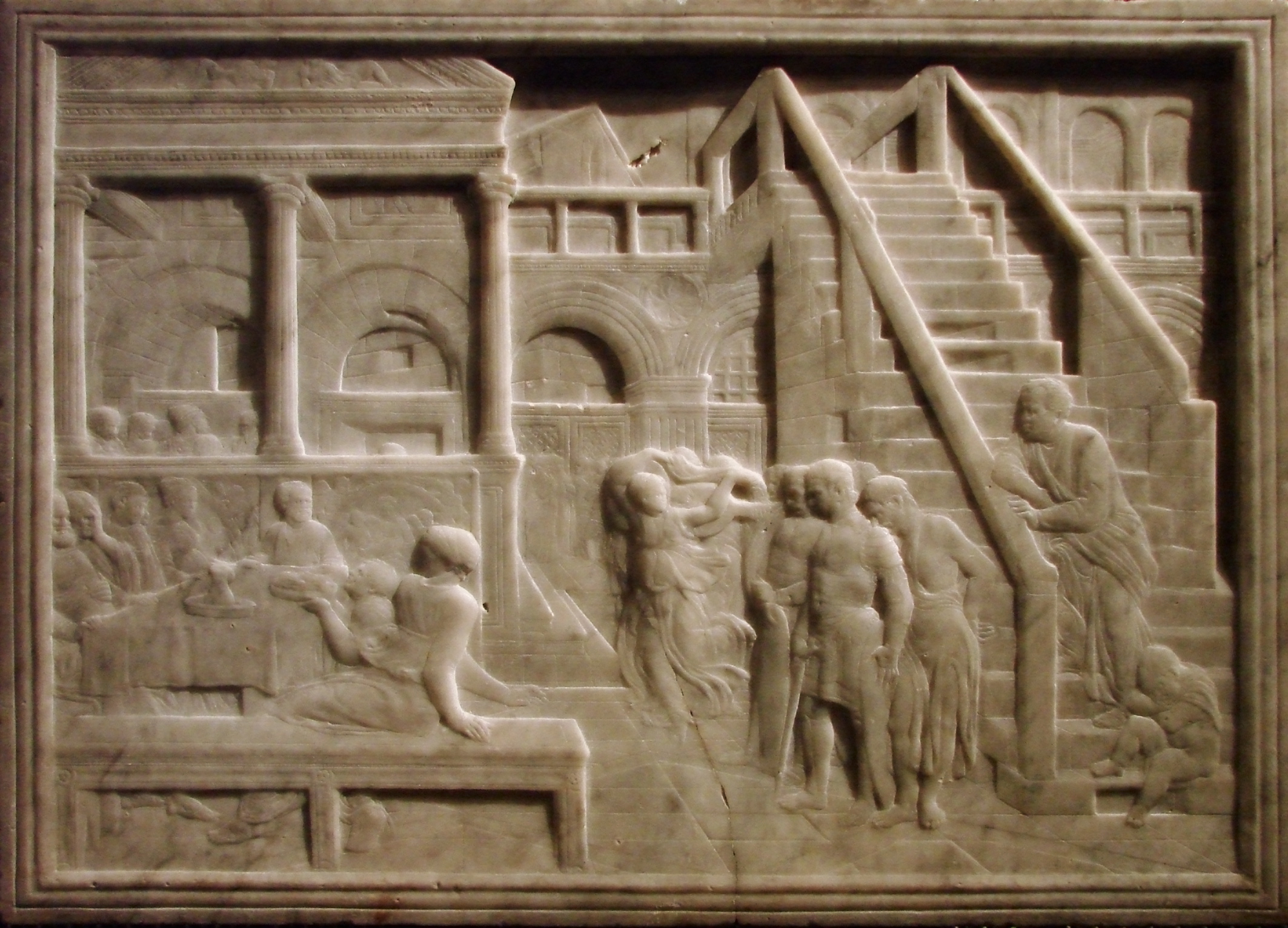
Banquet d'Herodes de marbre

El Banquet d'Herodes de marbre de l'any 1437 ja havia estat realitzat anteriorment en bronze. En aquest, de marbre, el tractament arriba a un alt grau de subtilesa, amb l'ús de l'esfumat, fet que demostra fins a quin punt havia arribat la tècnica de l'artista, amb el domini del relleu, la impecable resolució de la representació de la part arquitectònica, així com el tractament de les figures que es troben admirant la dansa de Salomé, una figura plena de sensualitat.

## L'associació amb Michelozzo

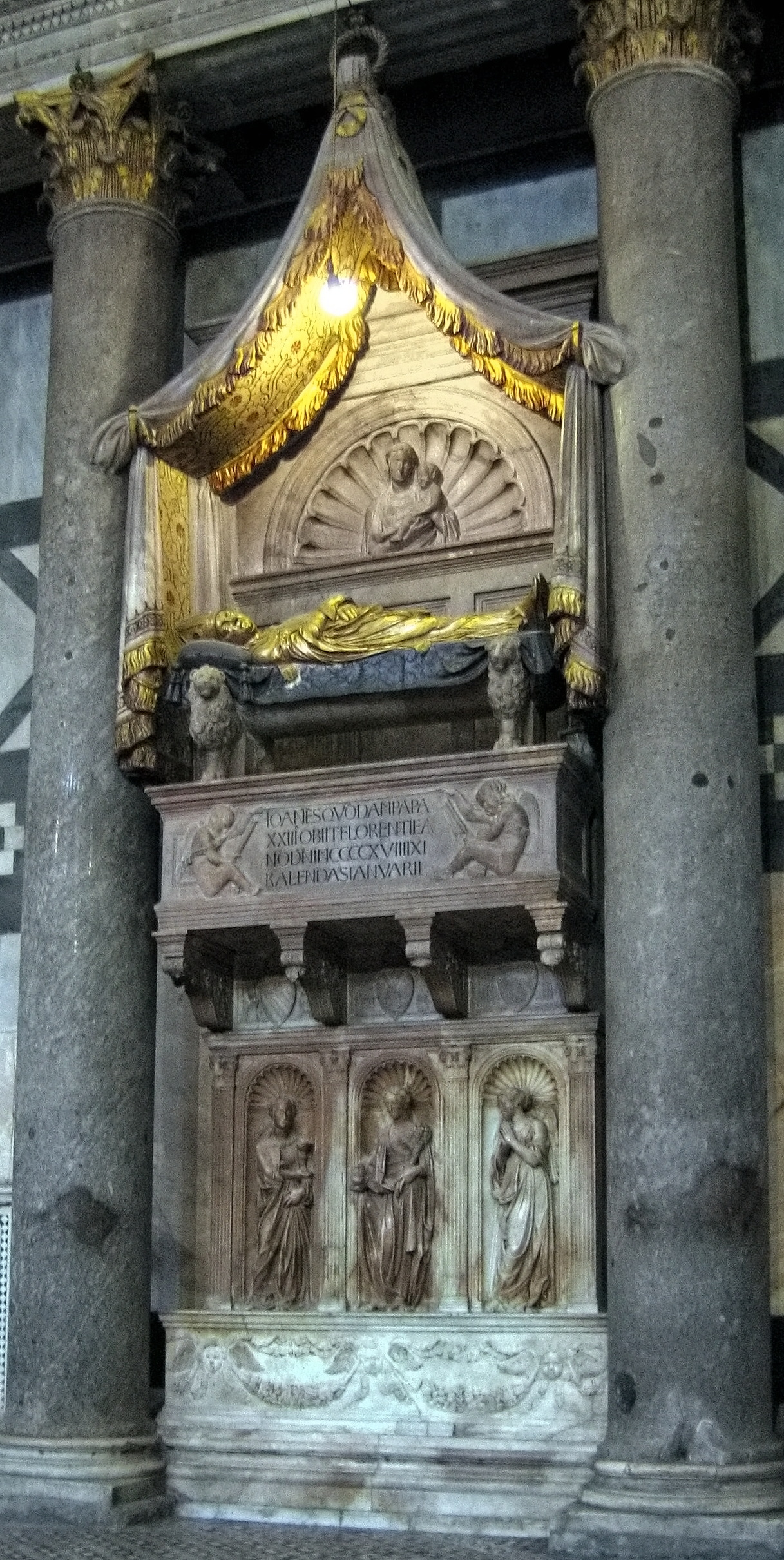
Tomba de l'antipapa Joan XXIII

El 1425 es va iniciar l'associació entre els tallers de Donatello i Michelozzo, que es va mantenir gairebé fins al final de la dècada del 1430; aquesta col·laboració artística donà com a resultat una sèrie d'obres importants. Michelozzo era uns deu anys més jove que Donatello, havia estat un antic deixeble de Brunelleschi i destacava com a bon escultor i arquitecte; mentre que Donatello era un indiscutible mestre de l'escultura. En les obres que sorgiren com a fruit d'aquesta associació, Michelozzo, per regla general, es dedicava a la resolució de les qüestions relacionades amb els aspectes socials i arquitectònics.

### Monuments fúnebres
De 1425 a 1427 Donatello treballà amb Michelozzo a la Tomba de l'antipapa Joan XXIII al baptisteri de Florència; aquest personatge, de nom Baldassare Cossa, després d'haver realitzat diverses donacions, havia demanat que allà s'ubiqués la seva sepultura. L'obra està construïda a la vora de l'altar major, entre dues columnes, i aconsegueix un gran efecte teatral. Donatello va executar la figura del difunt jacent sobre la seva tomba en bronze daurat, i va vestit amb les robes pontificals. Sobre seu hi ha una gran petxina en semicercle que té una Mare de Déu amb l'Infant; la part superior està emmarcada per un dosser obert. Sota l'urna hi ha una làpida amb els relleus de dos amorets que sostenen una placa amb el nom i el nombre de càrrecs del difunt; més avall, hi ha tres relleus amb la representació de les Virtuts: la Fe, la Caritat i l'Esperança. Aquest monument va servir com a model per a altres obres posteriors florentines que es realitzaren a la basílica de la Santa Creu.
Ambdós tallers també van realitzar el Sepulcre del cardenal Rainaldo Brancacci que va ser enviat a l'església de Sant'Angelo a Nilo, a Nàpols. El Monument fúnebre de Bartolomeo Aragazzi, que es troba al Duomo de Montepulciano, i del qual, dins la catedral, es conserven només alguns fragments. Dos petits àngels que pertanyien a aquesta tomba es troben al Victoria and Albert Museum de Londres.
La gran tomba de Brancacci presenta un baldaquí i és una composició inspirada en la tradició napolitana del trecento. L'obra es va iniciar en vida de Rainaldo Brancacci, i els artistes ja havien completat una quarta part del monument quan es va produir la defunció, el 5 de juny de 1427. Comparat amb el monument de l'antipapa Joan XXIII del Baptisteri de Florència, aquesta nova obra no és innovadora, i és probable que Michelozzo fos el principal responsable del disseny i la construcció. El relleu de l'Assumpció de la Mare de Déu i les cariàtides que sostenen el sarcòfag són atribuïts a Donatello.

### Púlpit exterior de la catedral de Prato

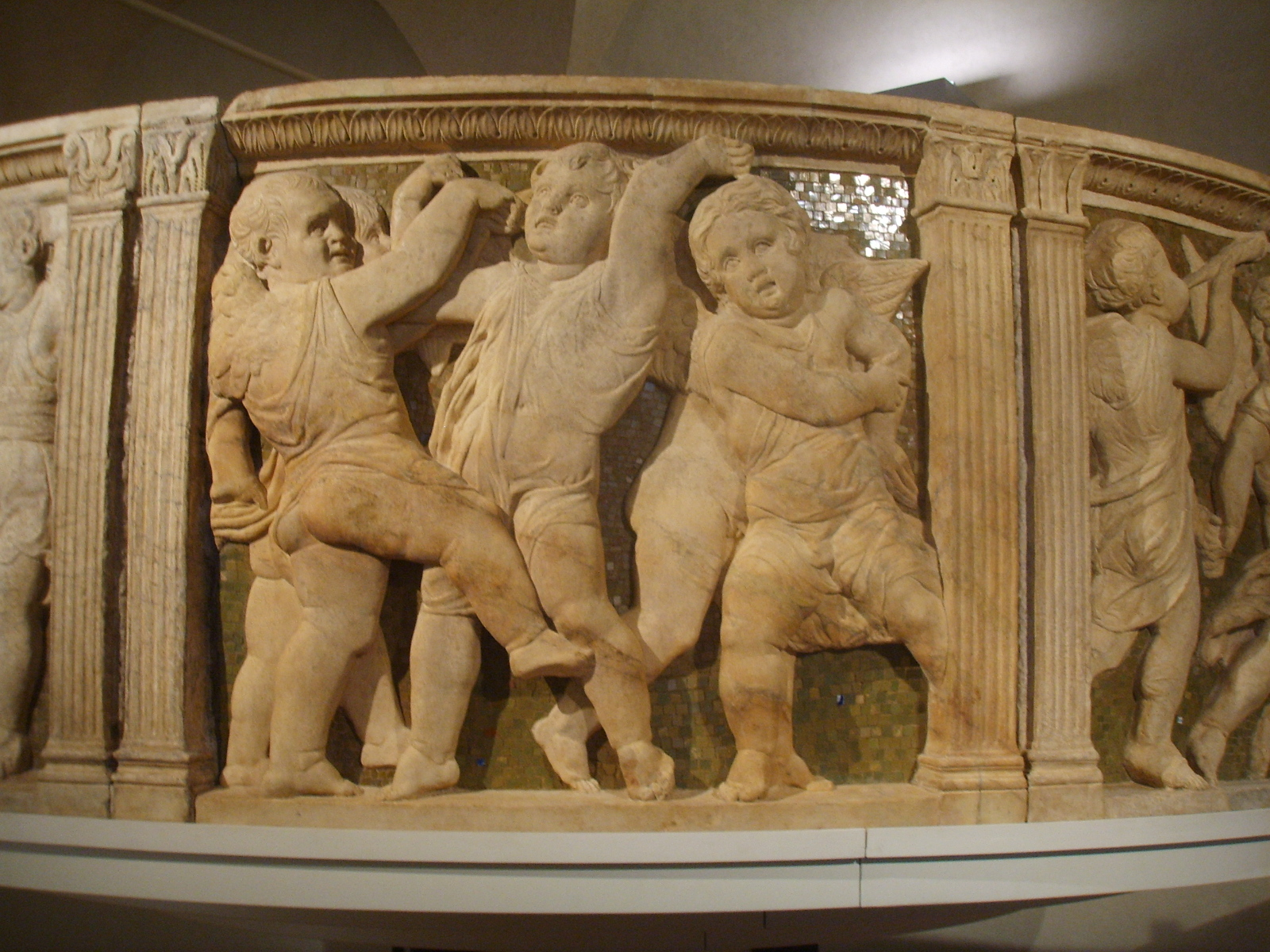
Detall d'un relleu al púlpit de Prato

El juliol de 1428 Donatello i Michelozzo aconseguiren un altre encàrrec de gran importància: la creació del púlpit exterior de la catedral de Prato; l'objectiu de l'obra era utilitzar el púlpit per a l'exposició de la relíquia del Sagrat Cíngol de la Mare de Déu. En el contracte, signat per Michelozzo en nom de tots dos, se'ls dona un termini d'execució de quinze mesos a partir de la data, clàusula que no es va complir i es va ultrapassar àmpliament el termini; malgrat les reiterades protestes dels comitents, no es va acabar fins a finals dels anys trenta. L'arquitectura es concedeix per unanimitat a Michelozzo, i tots els relleus amb els amorets, a Donatello. Si més no, el disseny dels relleus, ja que l'obra s'ha constatat que no sempre és un producte de la mà del mestre; segurament, alguns relleus els van realitzar els nombrosos ajudants del taller del mestre. Les escultures originals es conserven al Museu dell'Opera del Duomo (Prato) i a l'exterior s'han col·locat unes còpies.

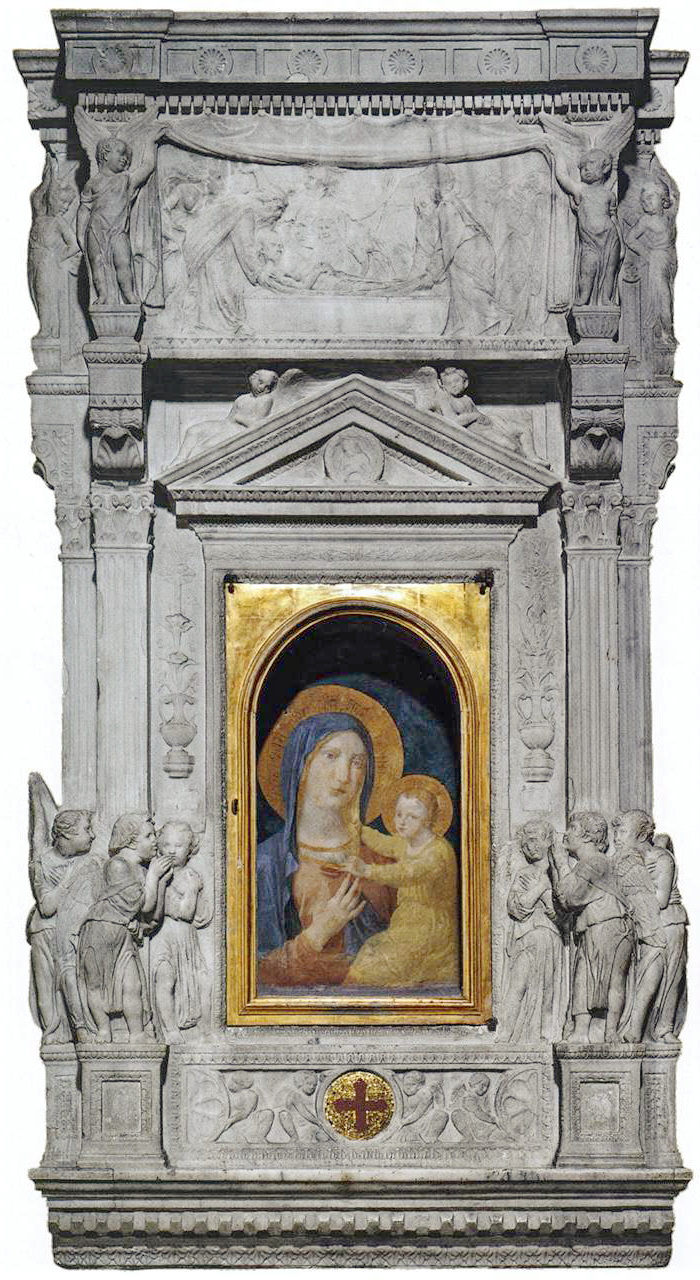
Tabernacle del Sant Sagrament a Sant Pere del Vaticà

En aquest llarg període, els dos artistes van executar altres obres; a més a més, van fer un viatge a Roma que durà almenys dos anys. La tardor de 1432 els comitents els van enviar una carta per a convèncer-los que tornessin a Prato. Se sap que durant la seva estada a Roma, van treballar en, almenys, dues obres: la Làpida de Giovanni Crivelli a la Basílica de Santa Maria a Aracoeli (1432), i el Tabernacle del Sant Sagrament (c.1432), que va ser un encàrrec del papa Eugeni IV per a la seva capella privada; actualment està al museu del Tresor de la basílica de Sant Pere del Vaticà. L'any 2005 es va acceptar l'atribució d'una altra obra d'aquesta època romana, la Mare de Déu amb dues corones i querubins, que seria el fragment d'una lluneta de la tomba de Santa Caterina de Siena, a la basílica de Santa Maria sopra Minerva, on també van treballar altres artistes.
El maig de 1433, amenaçat d'ésser castigat amb una multa, Donatello va tornar a Florència, dedicant-se a nombroses obres que havia deixat incompletes, incloses la dels profetes del campanar de la Catedral.
Els relleus del púlpit també són posteriors al viatge de Roma; un nou contracte es va signar el 1434. L'obra, feta amb una estructura semicircular, es troba fragmentada per parells de pilastres que separen les frenètiques escenes dels amorets, probablement inspirades en sarcòfags amb escenes antigues; també mostren escenes dels salms 148-150 de la Bíblia, on hi ha els passatges de lloança a Déu en què es descriuen infants que canten i ballen. Finalment, va ser muntat en el lloc corresponent l'estiu de 1438 i Donatello va rebre el pagament al setembre d'aquell mateix any.

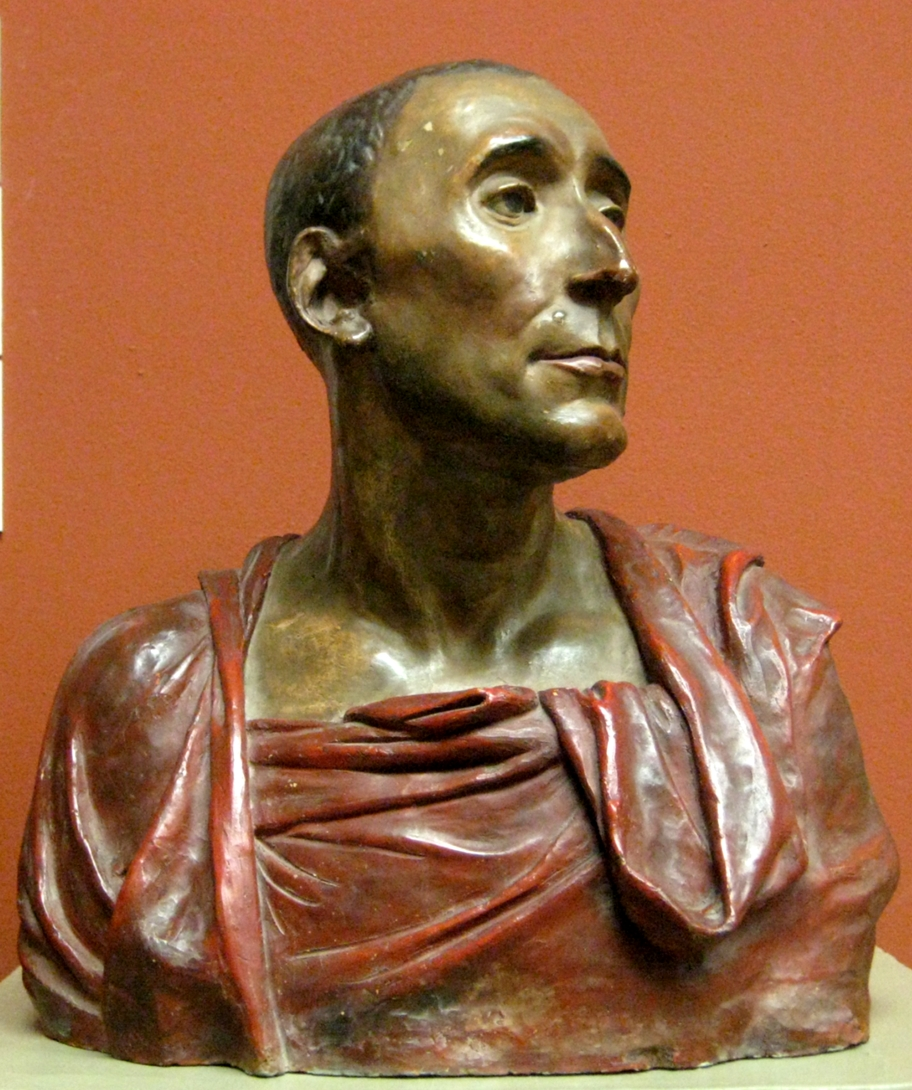
Retrat de Niccolò da Uzzano

Després de completar el púlpit, les pistes de la col·laboració entre els dos artistes es perden. Michelozzo va començar a dedicar-se cada vegada més a l'arquitectura, convertint-se en l'arquitecte de Cosme el Vell, i Donatello va continuar sense interrupció amb la creació d'obres escultòriques.
El Retrat de Niccolò da Uzzano és un bust en terracota policromada, realitzat després de la seva tornada del viatge efectuat a Roma, cap al 1432. Els retrats en forma de bust van continuar sent utilitzats al Quattrocento amb la nova concepció humanística que imposava les representacions en les quals es procurava una gran semblança física, i l'afirmació de la personalitat del retratat. Segons Leon Battista Alberti, l'artista havia de «caracteritzar però també establir relacions harmonioses». És possible que la petició li vingués del mateix Uzzano, ja que va ser un dels encarregats de proposar-li la realització de la Tomba de l'antipapa Joan XXIII. Tanmateix, sembla que per les línies tan marcades del rostre, va ser realitzat a partir d'una màscara mortuòria. La qualitat del modelatge es compara amb altres escultures de Donatello, com les dels profetes Habacuc i Jeremies.

## La Florència dels Mèdici

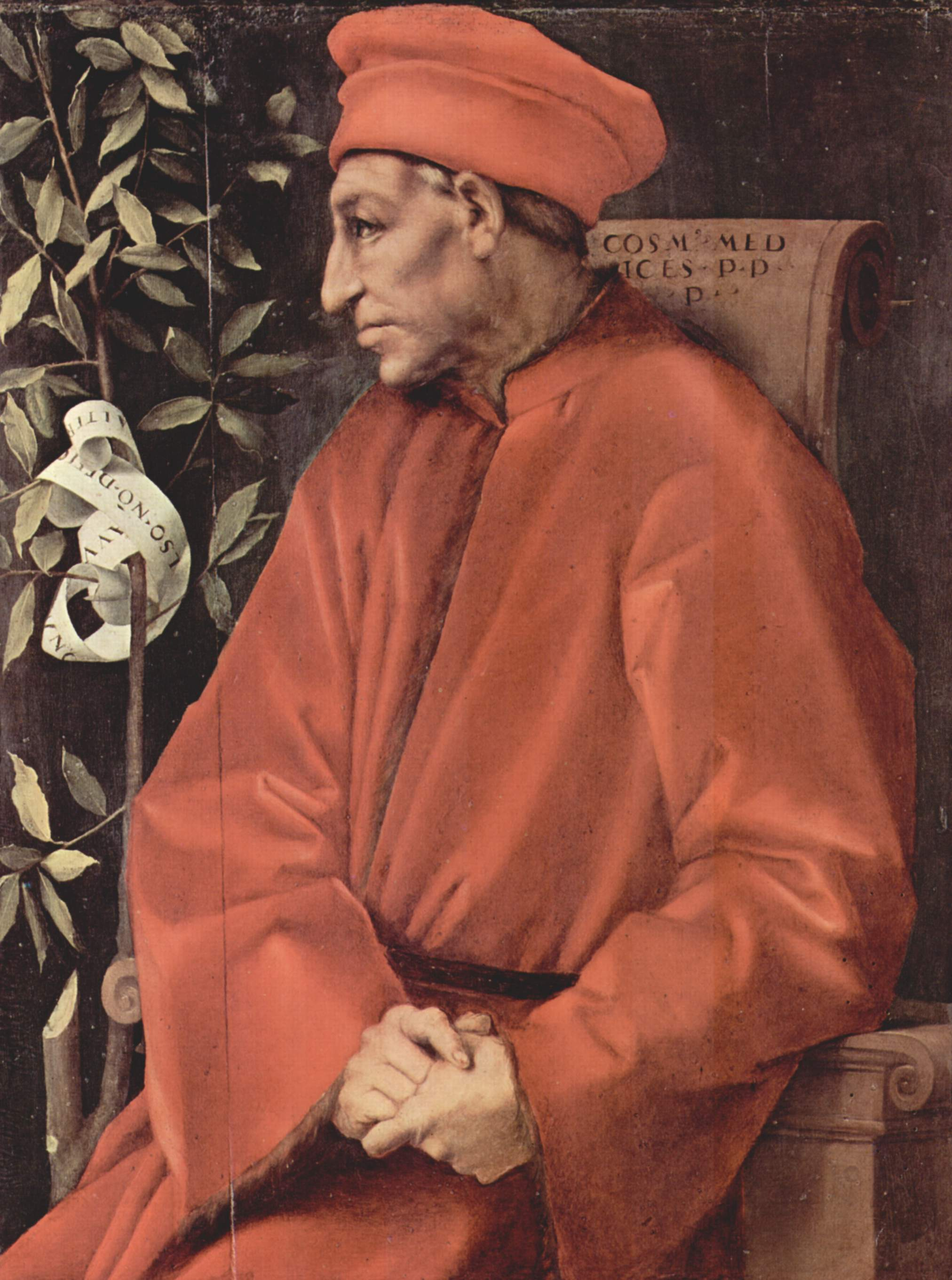
Retrat de Cosme el Vell de Jacopo Pontormo. Gran mecenes del Renaixement italià.

Donatello va ser contemporani de Cosme el Vell, que va morir el 1465, tan sols dos anys abans que el gran escultor. Cosme va ser el fundador del mecenatge dels Mèdici. Amant de l'art i de les ciències, va posar al servei de la cultura la seva fortuna amb la liberalitat d'un gran senyor; tota Florència va seguir el seu exemple. Era un gran col·leccionista i es va fer aconsellar per Donatello amb el que va entaular una llarga amistat i el va animar en les seves adquisicions artístiques. Vasari és testimoni de la bona relació entre tots dos personatges, amistat que es va perllongar durant més de mig segle i que, amb el pas del temps, va evolucionar en una estima recíproca. De jove va estar a casa de Ruberto Martelli, un familiar dels Mèdici, i amb el seu tracte amable i submís es va guanyar el seu favor, així com el de tots els seus parents. El prestigi social que va adquirir Donatello, el fill d'un cardador, demostrà el que podia aconseguir un artista a la Florència del segle xv: arribar a tenir una gran relació amb el ric i poderós Cosme de Mèdici.
Curiosament, tot i que no s'han conservat els documents dels encàrrecs directes d'obres que la família Mèdici va demanar a Donatello, són diverses les escultures que l'artista realitzà sota el seu patrocini. Entre elles, cal citar la decoració de la Sagristia Vella, David, Judit i Holofernes i la seva darrera obra, els púlpits de San Lorenzo.
En el seu llit de mort, Cosme va demanar al seu fill Pere que tingués cura de Donatello, i li van oferir una heretat a Cafaggiolo. Però a Donatello no li agradava la vida al camp, i molt menys haver de tenir cura de l'heretat; per això va renunciar a l'oferiment. Aleshores, li van assignar una renda vitalícia en diners efectius. Un detall més que mostra el reconeixement dels Mèdici cap a Donatello és que, quan va morir, va ser enterrat, com tenia disposat Cosme de Mèdici, a la Capella funerària dels Mèdici, a la Basílica de San Lorenzo, prop de la seva mateixa sepultura.

### El cor de Santa Maria del Fiore

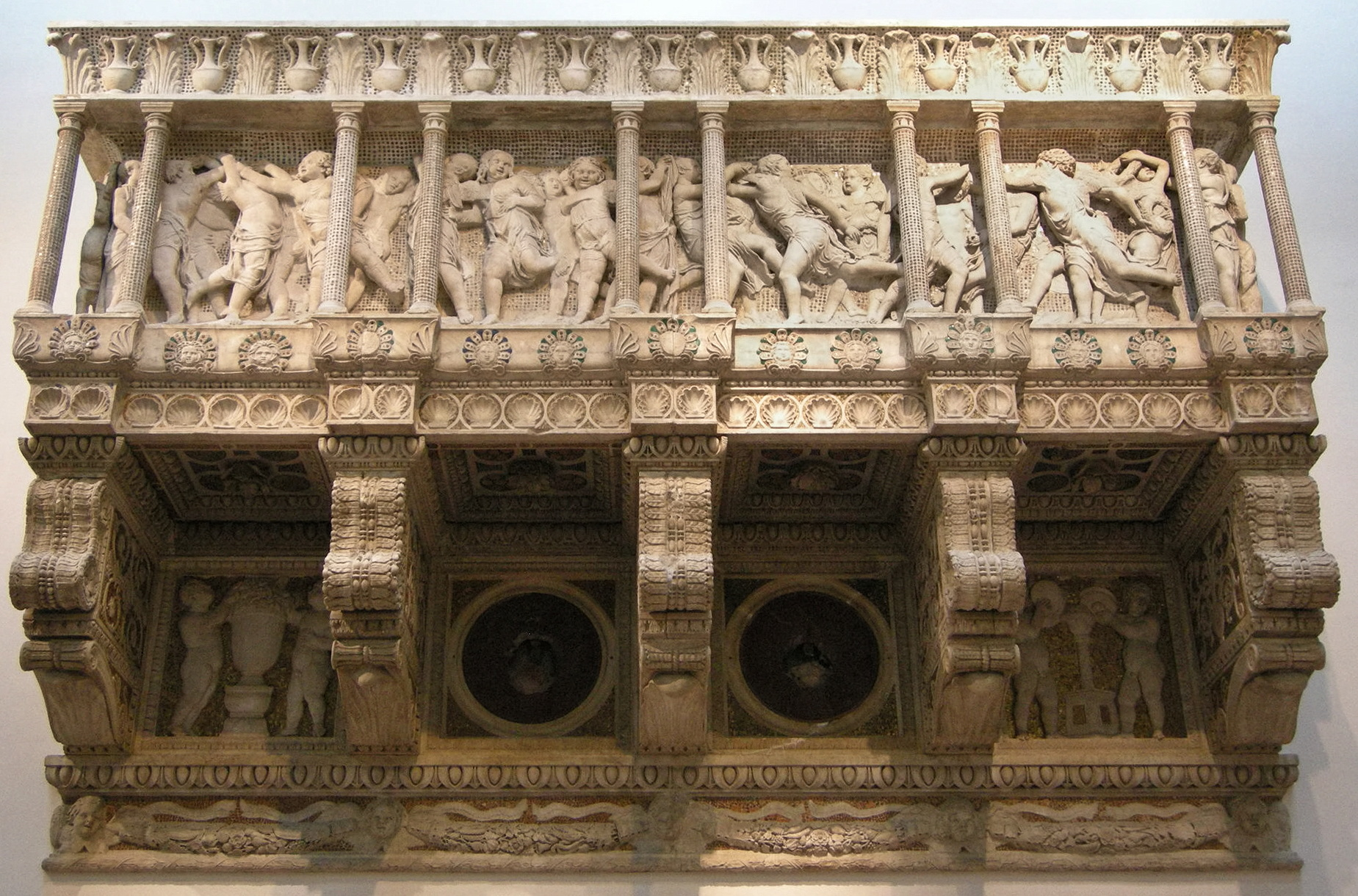
Cor de Santa Maria del Fiore de Donatello al Museu dell'Opera del Duomo (Florència)

De tornada del seu segon viatge a Roma, Donatello va signar un contracte amb la catedral de Santa Maria del Fiore de Florència amb data 10 de juliol de 1433; havia de realitzar una de les dues cantories o tribunes de les quals volia disposar l'església. Per a la primera es va demanar els serveis de Luca della Robbia i l'obra havia de situar-se damunt de la porta de la sagristia de les Misses, al sud-est del creuer; això va ser el 1431. La de Donatello havia d'estar disposada de manera simètrica però al costat contrari, sobre la sagristia dels Canonges, i estava destinada per als nens cantaires del cor de la catedral; Donatello la va acabar el 1439. D'ambdues tribunes es conserven els originals al Museu dell'Opera del Duomo.
La tribuna mostra la combinació d'arquitectura, relleus i mosaics policroms, barrejats amb motius clàssics de dentells i garlandes. En els amorets, copiats d'antics sarcòfags romans, aconsegueix el màxim moviment i una gran expressivitat gràcies al tipus de composició; els petits cossos dels àngels segueixen una disposició de línies en diagonal, en contraposició amb la verticalitat de les columnes que separen les escenes. Els angelets ballen alegrement i en diferents posicions, i estan situats dins el fris, entre les columnes. En general, representen els cants de lloança a Déu:
| «                       | Lloeu-lo amb clamor de corn, lloeu-lo amb arpa i amb cítara, lloeu-lo amb tamborí i dansa, lloeu-lo amb llaüt i flauta, lloeu-lo amb ressonants címbals, lloeu-lo amb címbals d'aclamació (...). | » |
| — Salm Laudate Dominum. | |   |

Probablement, dos putti porta canelobres de bronze, coronaven el cor. Actualment es troben al Museu Jacquemart-André de París.
A més a més, els brillants daurats dels mosaics accentuen la sensació de moviment, com també la creativa varietat dels elements decoratius de l'ampit. Res podria ser més diferent de la calma i bones formes que mostra la clàssica tribuna de Luca della Robbia.
Donatello va dissenyar el vitrall La coronació de la Mare de Déu, d'uns quatre metres de diàmetre i encara visible des de la nau de la catedral de Santa Maria del Fiore; està situat a l'òcul del costat est del tambor de la cúpula. Al cercle exterior es veuen querubins i serafins, i l'escena central és la Mare de Déu rebent la corona per part de Crist; tots dos estan asseguts sobre trons. Aquest tema s'havia utilitzat molt en aquella època i, en aquest cas, la selecció era molt adequada perquè la catedral estava dedicada a la Mare de Déu.

### Anunciació Cavalcanti

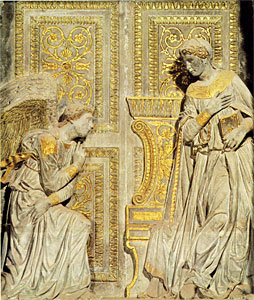
Tabernacle de l'Anunciació Cavalcanti obra de Donatello

Cap a l'any 1435 Donatello va realitzar el Tabernacle de l'Anunciació per a l'altar Cavalcanti de la Basílica de la Santa Creu de Florència. L'obra representa una desviació de l'estil dinàmic, habitual en Donatello, i l'artista crea una escena d'una gran dolçor i bellesa.
L'Anunciació està inserida dintre d'un tabernacle renaixentista, compost per un basament, amb el suport de dues mènsules que mostren els escuts dels Cavalcanti, família emparentada amb Cosme el Vell i que va ser la que li va encarregar l'obra a Donatello. La rica ornamentació amb tocs daurats accentua les línies, però no influeix de cap manera en la tranquil·la i concentrada conversa sacra.
Els dos protagonistes, la Mare de Déu i l'Àngel, estan realitzats en alt relleu i el tema tractat representa el moment de l'aparició angèlica. La Mare de Déu escolta amb una sorpresa moderada i reacciona d'una manera controlada. La seva figura està modelada segons l'ideal anatòmic de l'antiguitat, però supera l'art antic en l'expressió, ja que mostra una emoció més profunda. L'àngel, agenollat davant la Mare de Déu, la mira amb timidesa i dolçor, i s'estableix un estret diàleg visual entre ambdós personatges que provoca que l'escena sigui extremament senzilla i viva.
No es mostra cap al·lusió al jardí tancat (hortus conclusus), símbol de la virginitat de Maria, i tampoc l'àngel porta el tradicional lliri (símbol de la puresa); tampoc no s'aprecia la disposició d'un llit, fet força freqüent en les representacions de l'Anunciació durant el Trecento i el Quattrocento. El símbol iconogràfic del colom, que representa l'Esperit Sant, tampoc hi és present.

### Capella funerària dels Mèdici
Al segle xv, la sagristia vella va ser la capella funerària de la família dels Mèdici; va ser construïda per Filippo Brunelleschi entre 1421 i 1428 i decorada per Donatello a partir de 1428-29. El primer tema tractat per Donatello va ser la història de Sant Joan Evangelista. El treball es va suspendre durant un temps, fins que l'artista tornà de Roma, el 1434, i Cosme el Vell del seu exili a Pàdua; Donatello va reprendre l'encàrrec del seu protector i amic, i el va completar l'any 1443, any en què l'escultor partí cap a Pàdua.
Les obres realitzades a la capella van consistir en vuit medallons monumentals d'estuc policromat, d'un diàmetre de 215 centímetres, que tractaven sobre sant Joan Evangelista, patró de la capella. En la seva realització, Donatello té en compte el punt de fuga òptic des del punt de vista dels espectadors que les contemplen des de baix. Els medallons amb els relats de sant Joan, realitzats entre 1428 i 1432, estan situats a les petxines de la cúpula, i estaven pintats a l'estuc amb els colors blanc, vermell maó i blau.

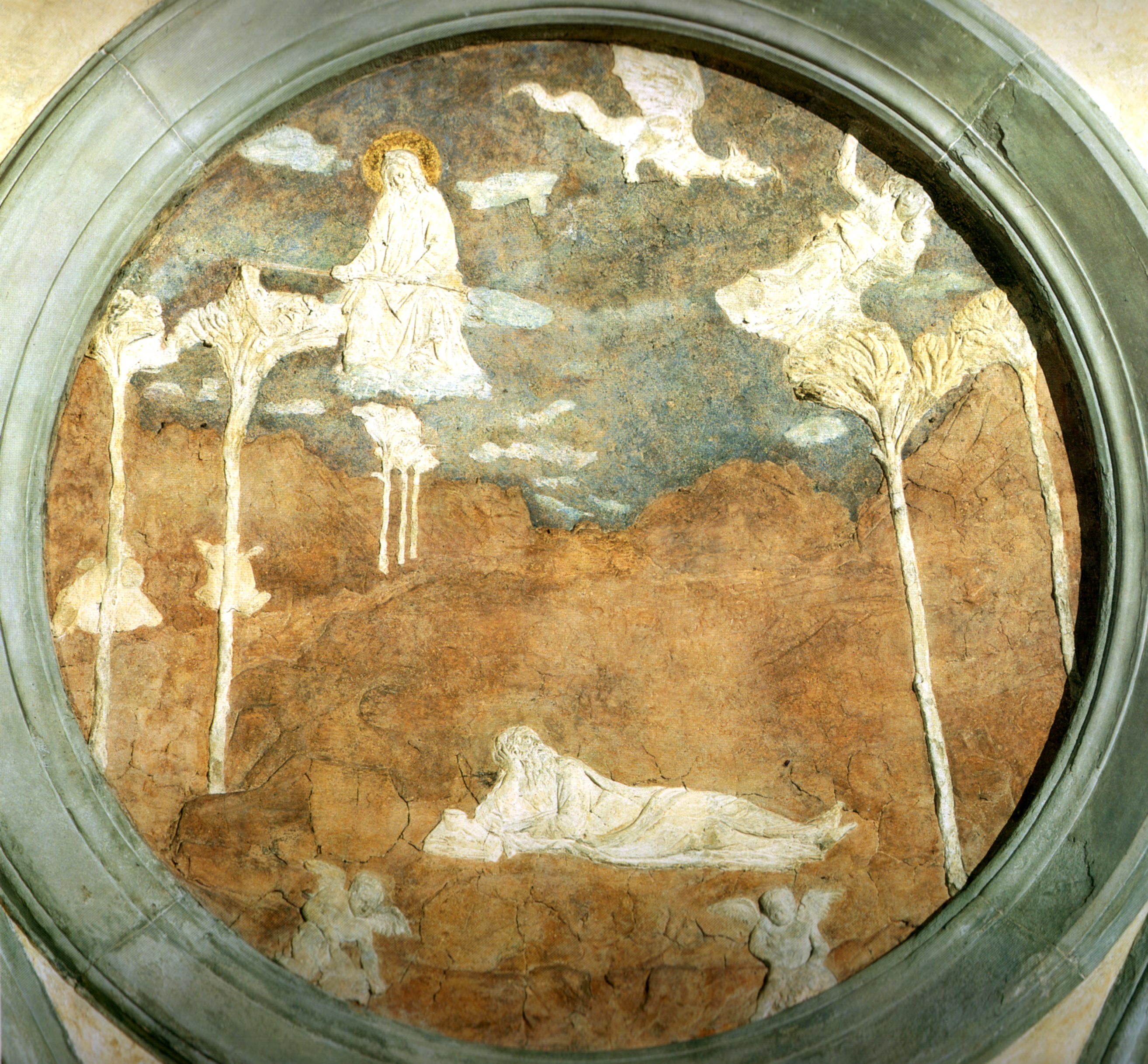
Sant Joan Evangelista a Patmos
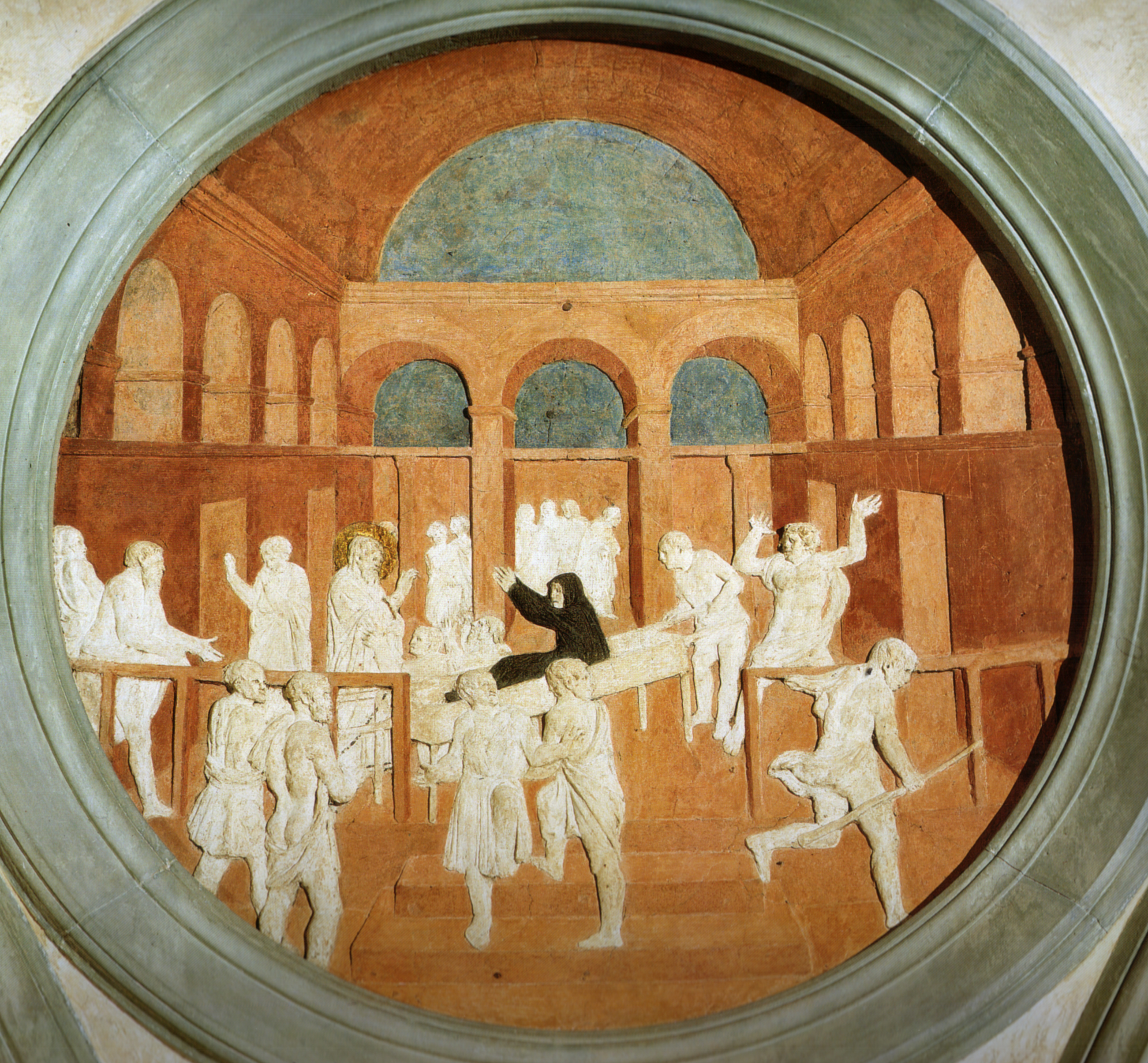
Resurrecció de Drusiana
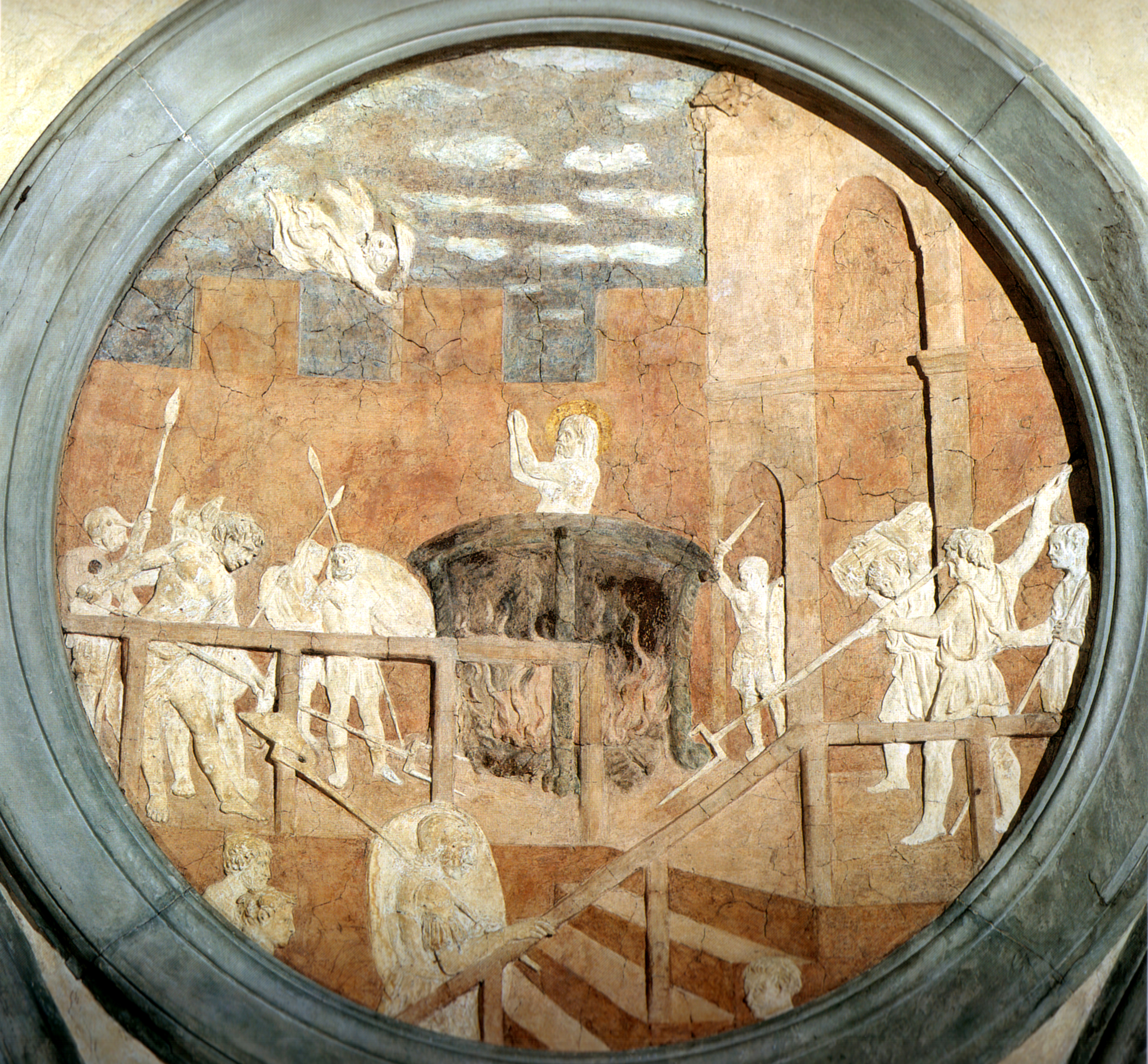
Martiri de sant Joan Evangelista
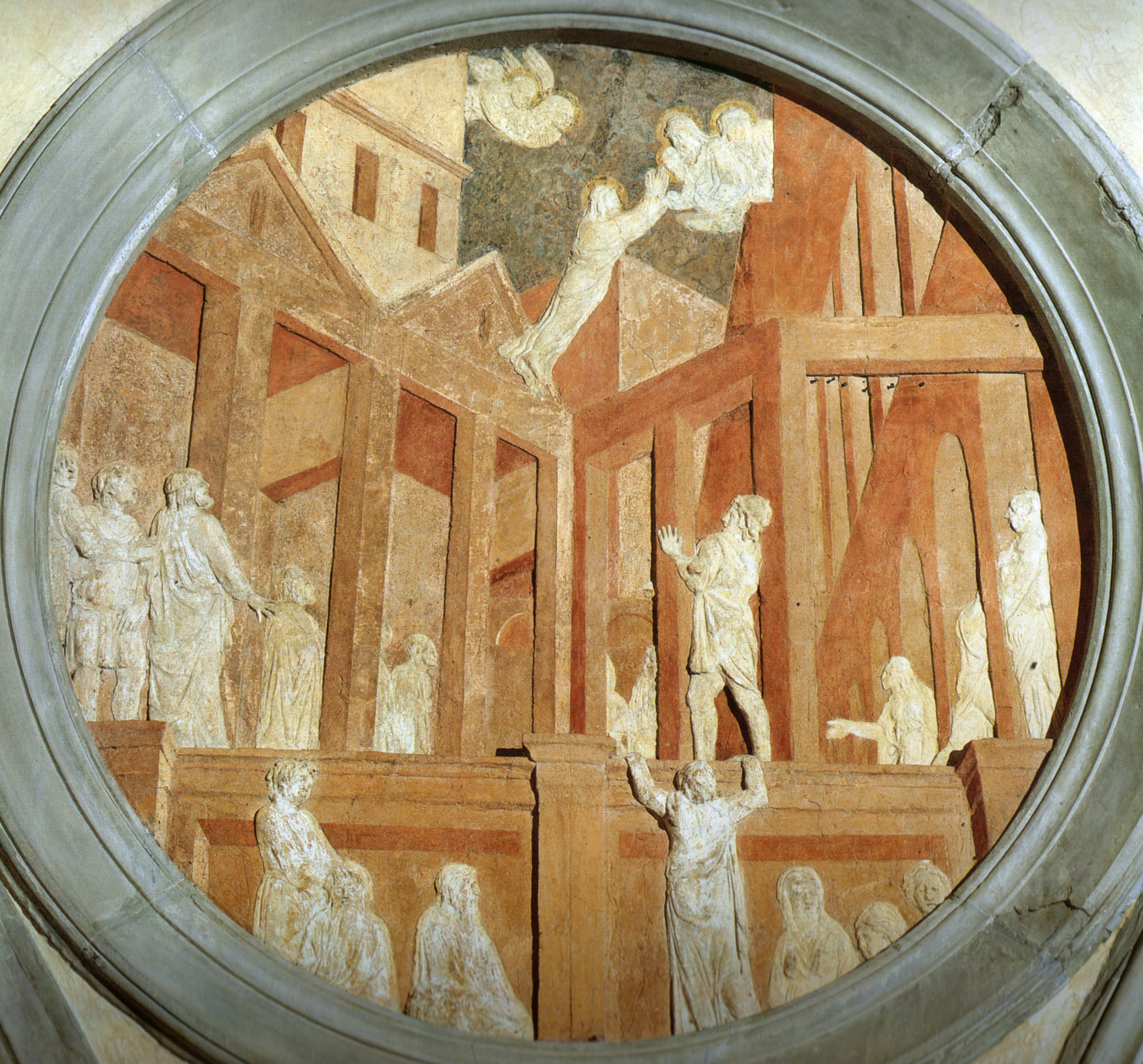
Ascensió de sant Joan Evangelista
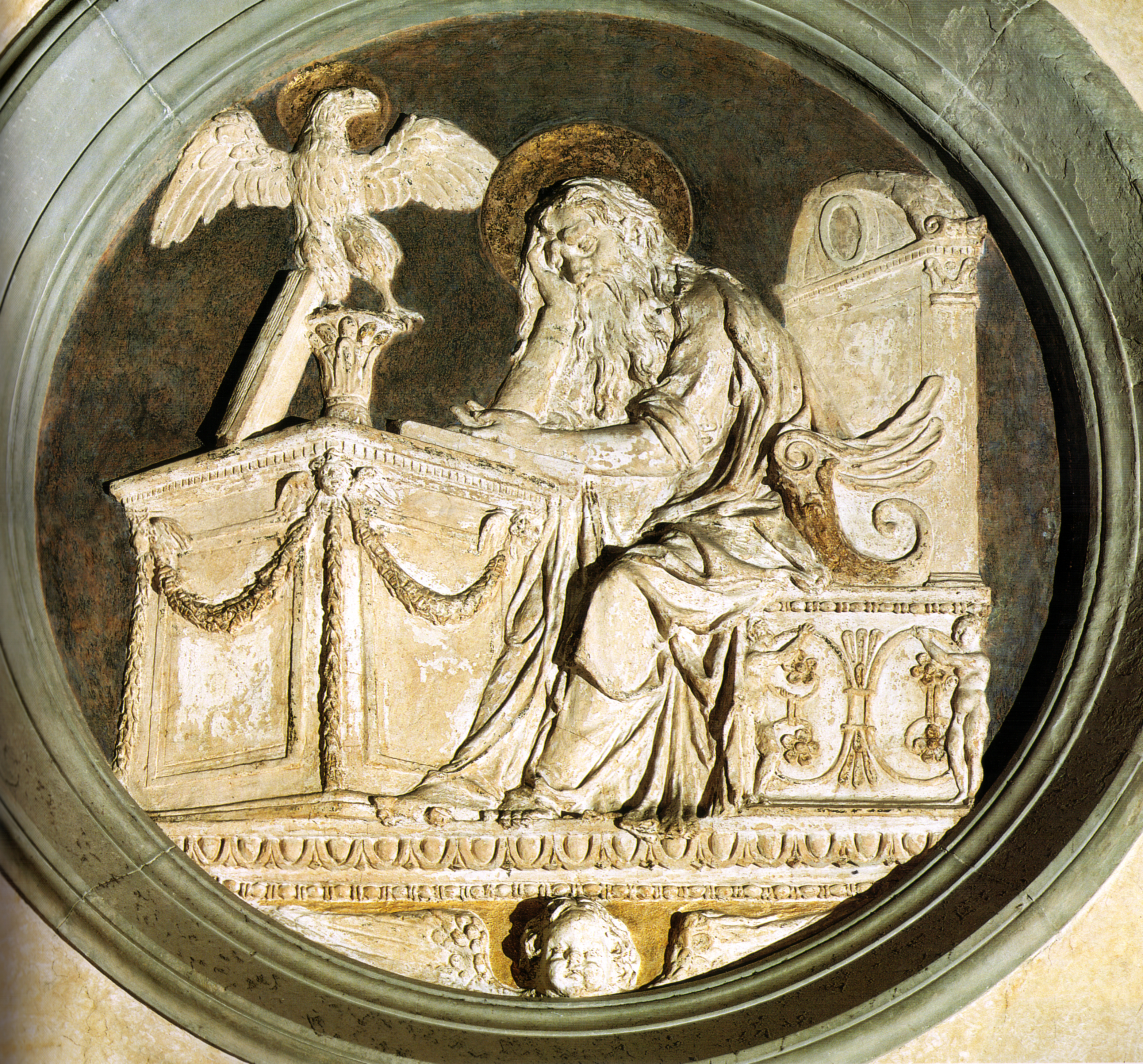
Sant Joan Evangelista
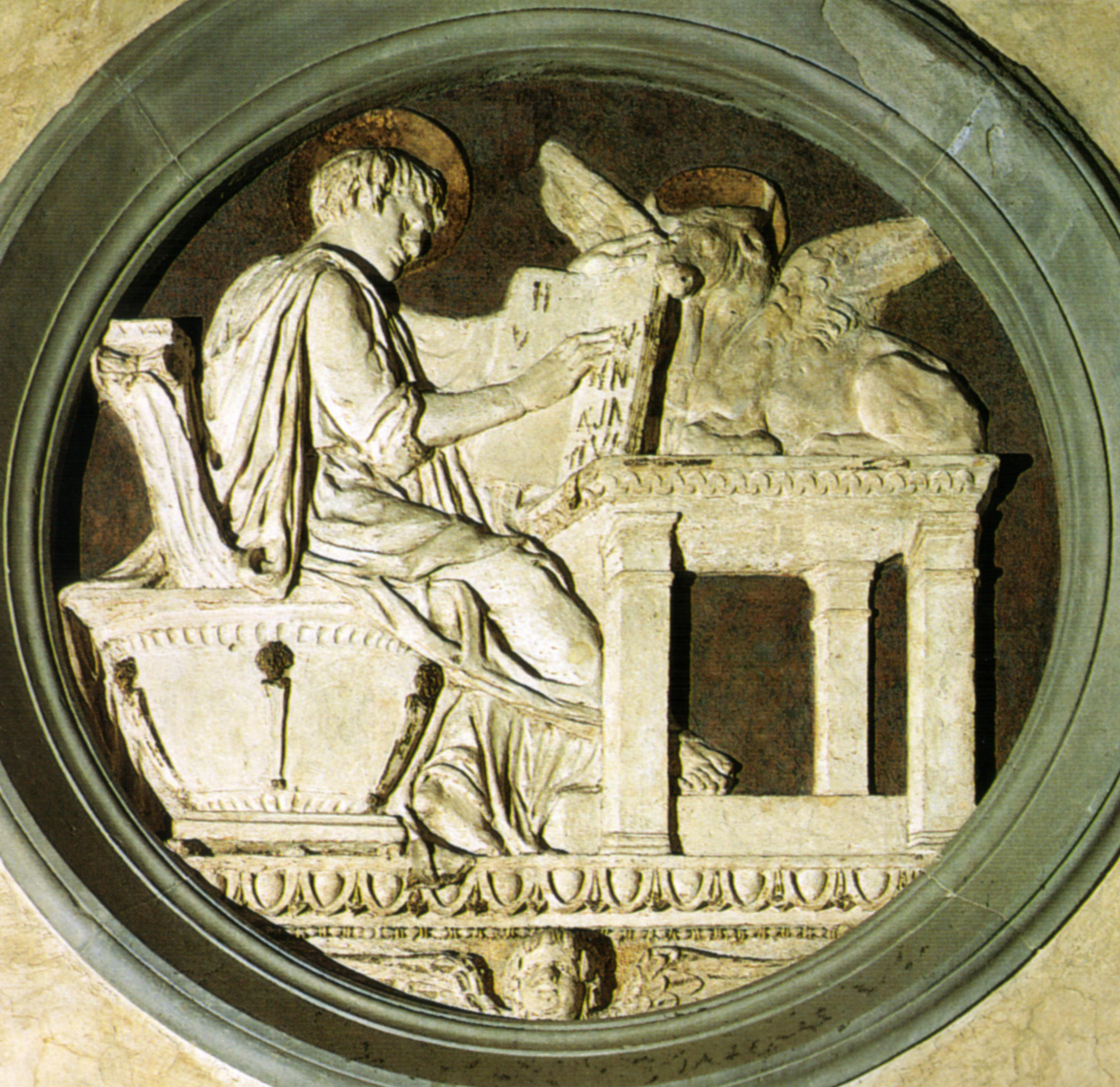
Sant Lluc Evangelista
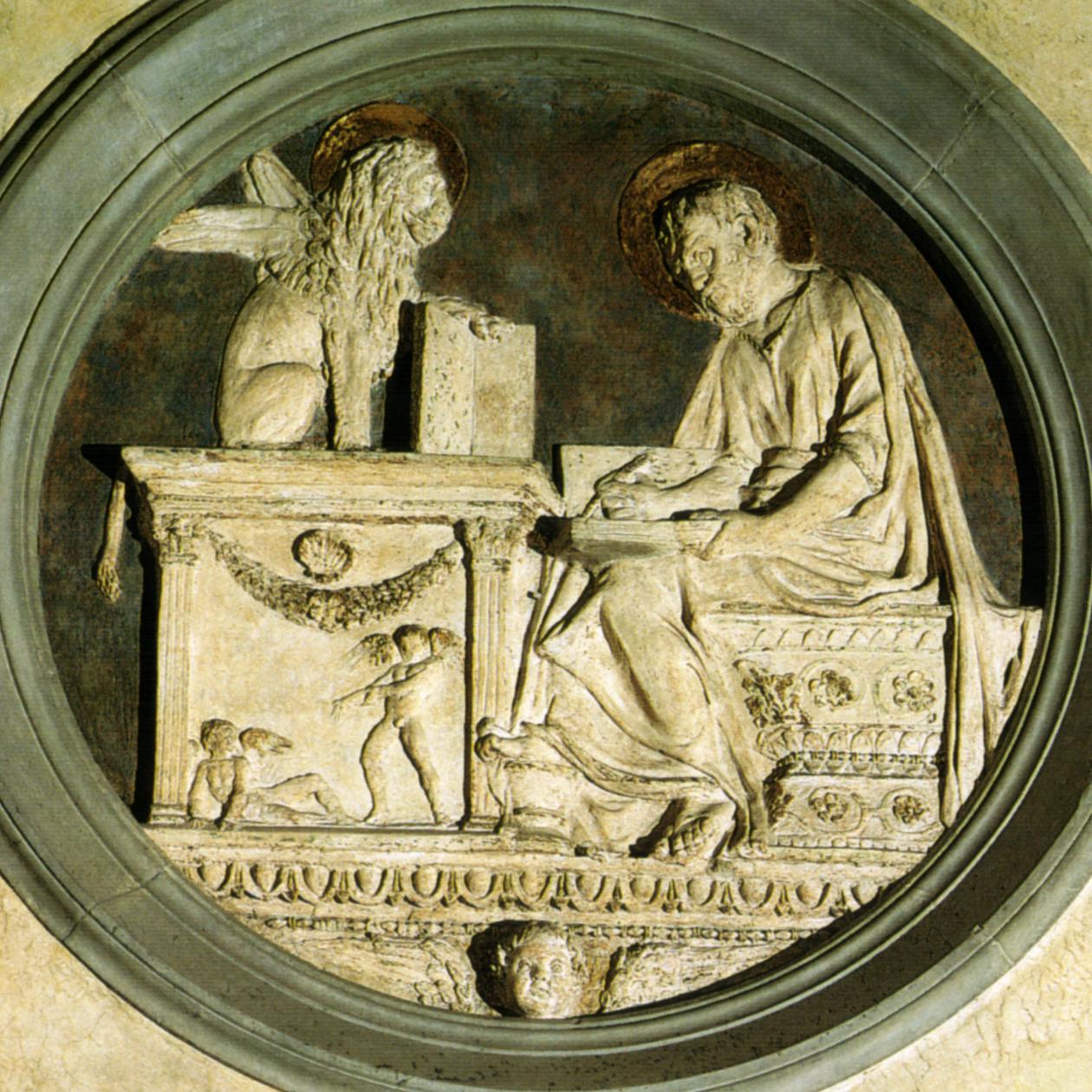
Sant Marc Evangelista
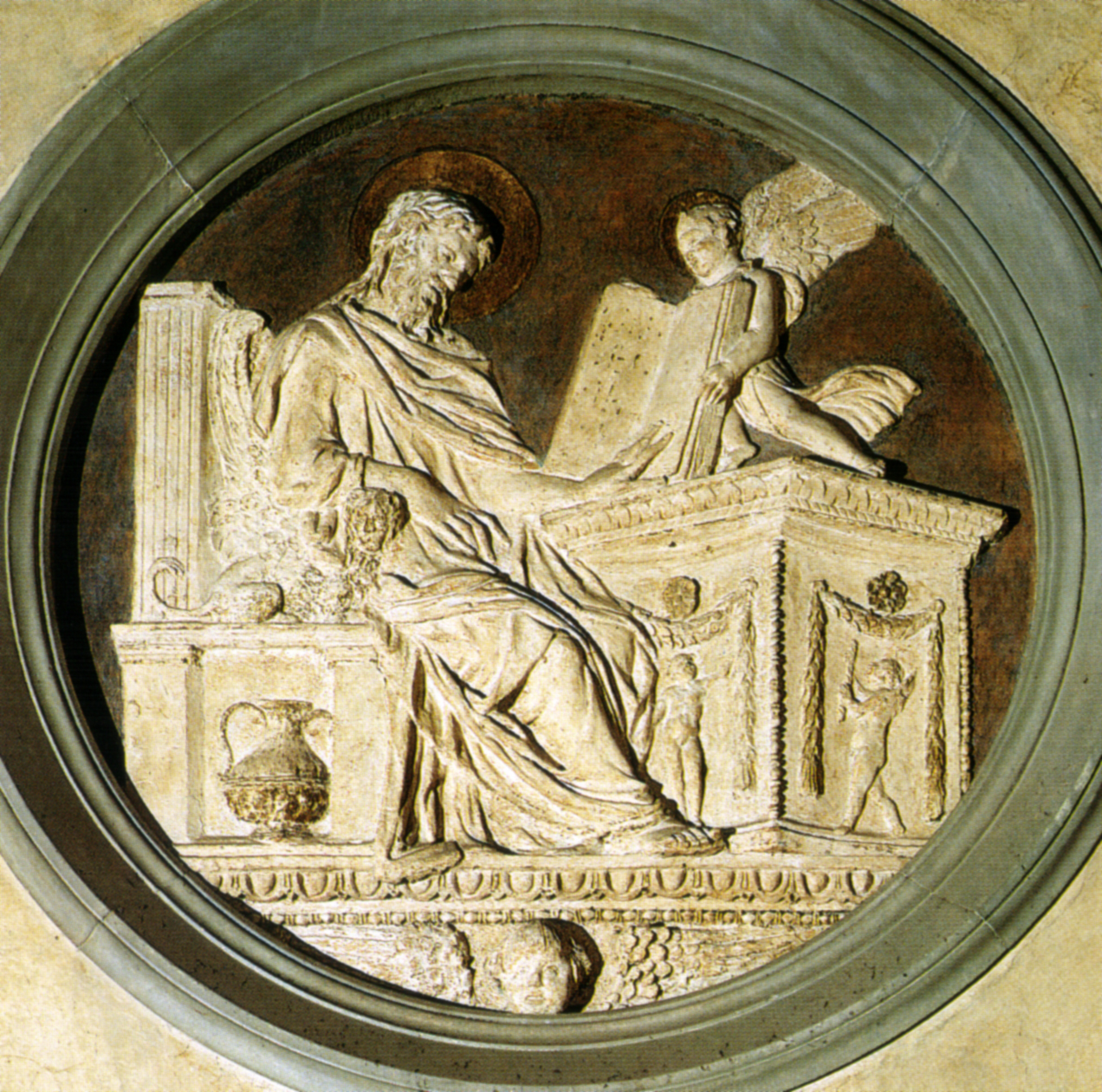
Sant Mateu Evangelista

Els medallons dels evangelistes, situats a la part de dalt, en el centre dels arcs de cada un dels murs de la sagristia, estan realitzats en estuc policromat, però amb un tractament pictòric més tradicional, donant més èmfasi en el to bicromàtic, en blau i blanc. Els personatges estan representats amb els seus símbols, i crida l'atenció la col·locació d'aquests sobre l'escriptori dels evangelistes.

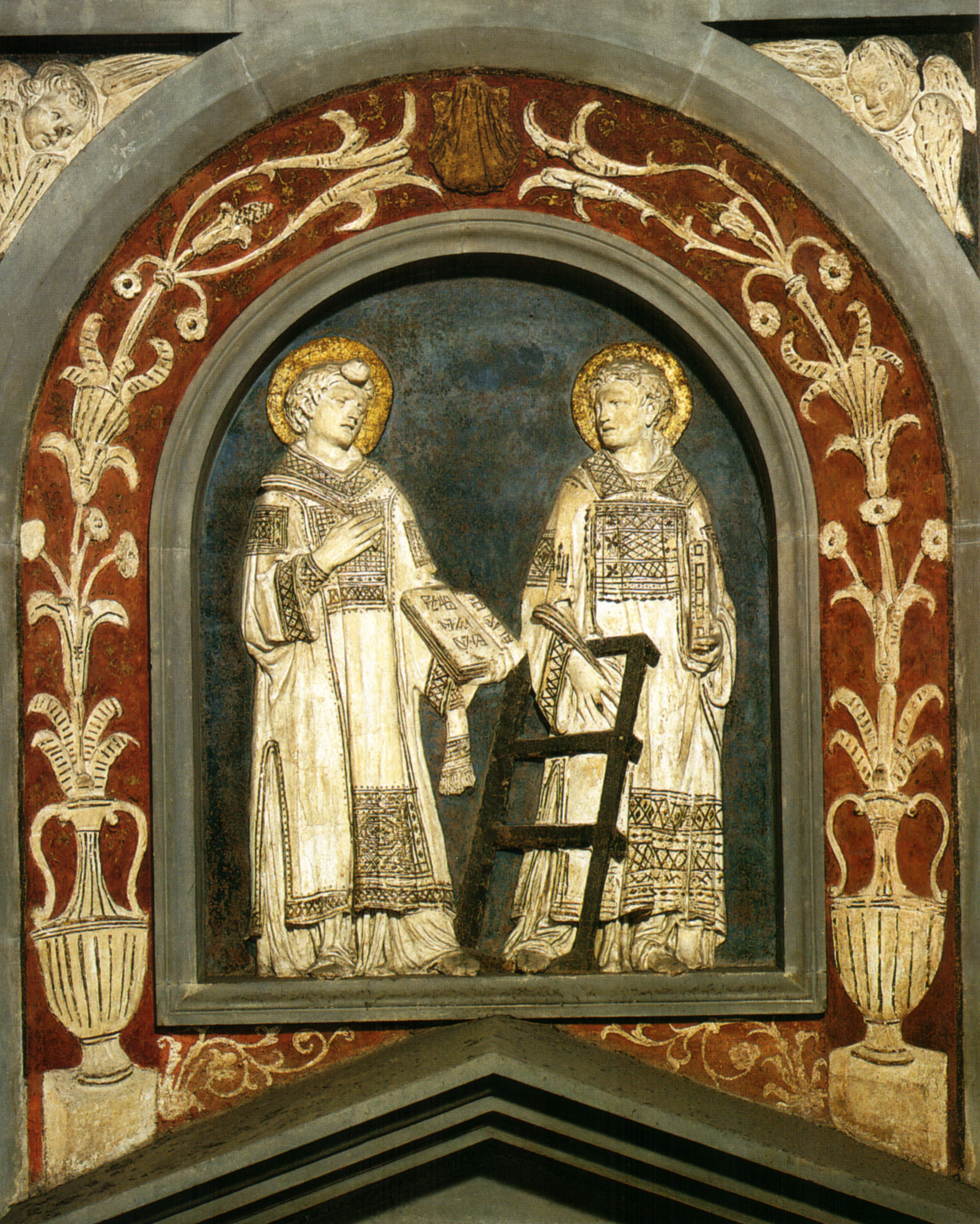
Sant Esteve i sant Llorenç

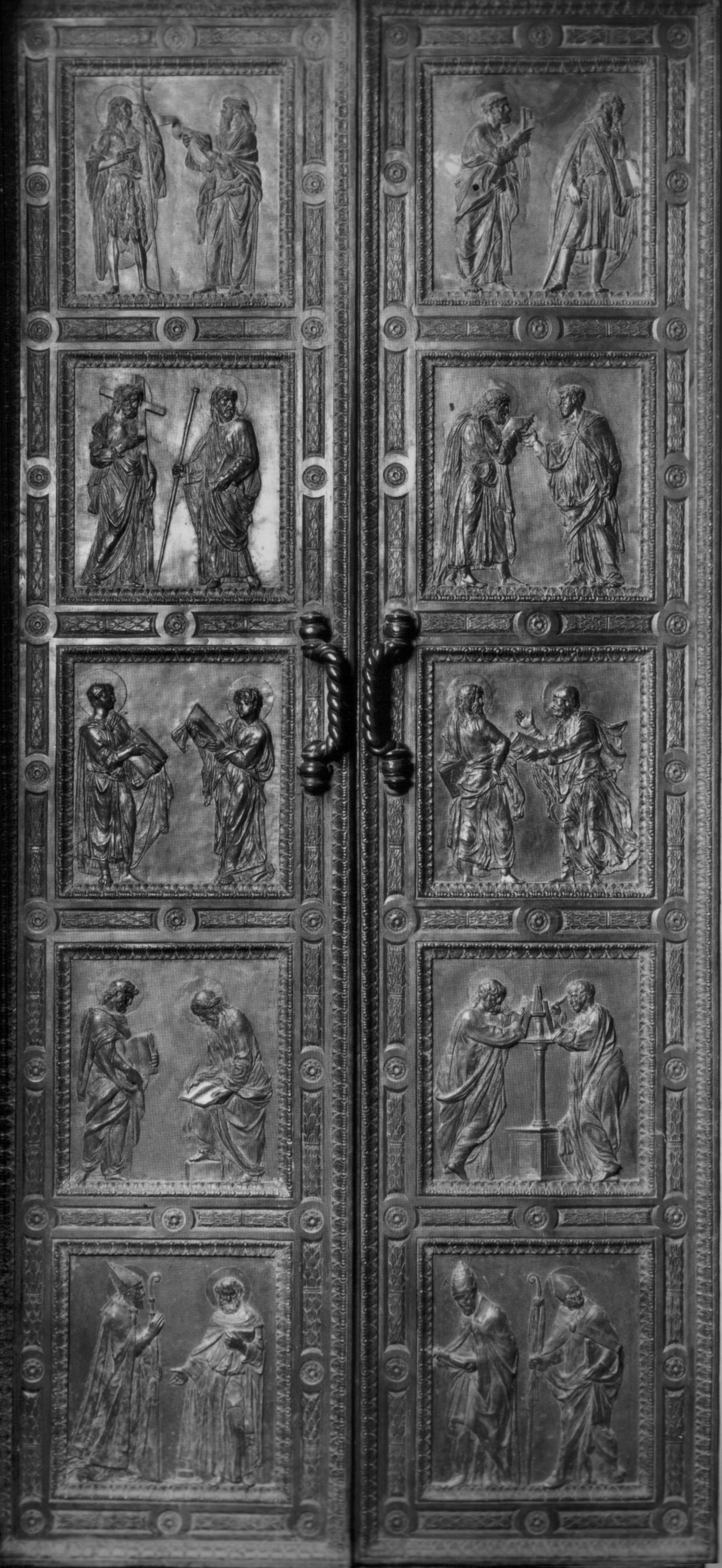
Porta dels Apòstols

Hi ha dues fornícules sobre les portes, també en estuc policromat; a la dreta, sobre la porta dels Apòstols, la de Sant Cosme i sant Damià i a l'esquerra, sobre la porta dels Màrtirs, la de Sant Esteve i sant Llorenç. Estan realitzades amb colors similars als dels medallons dels evangelistes, però en aquest cas s'afegeixen en daurat les aurèoles dels sants i en color negre es remarquen alguns detalls. La cornisa que envolta els nínxols té un fons de color vermell-marró, destacant la decoració de dues àmfores antigues d'on surten raïms florals; al centre superior es troba una vieira daurada.
Hi ha dues portes de bronze, la Porta dels Màrtirs i la Porta dels Apòstols, on representa els personatges en parelles i dintre de deu quadrícules per porta; aquests, es caracteritzen pel seu dramatisme, ja que cada parella, pel que comuniquen els seus gests, mirades i actituds, de vegades sembla que estiguin parlant de manera tranquil·la, i d'altres discutint animadament. El tema general sembla que és el de la «multiplicitat de formes d'interacció humana en la controvèrsia de la polèmica intel·lectual i religiosa.»
Aquest treball de Donatello va ser criticat per Filarete per la seva «excessiva expressivitat»; Filarete, en un passatge del seu Tractat d'Arquitectura (1461-1464), aconsella als seus lectors que no realitzin les figures dels apòstols com Donatello a la porta de la sagristia de San Lorenzo, «ja que semblen esgrimidors».

### David, de bronze

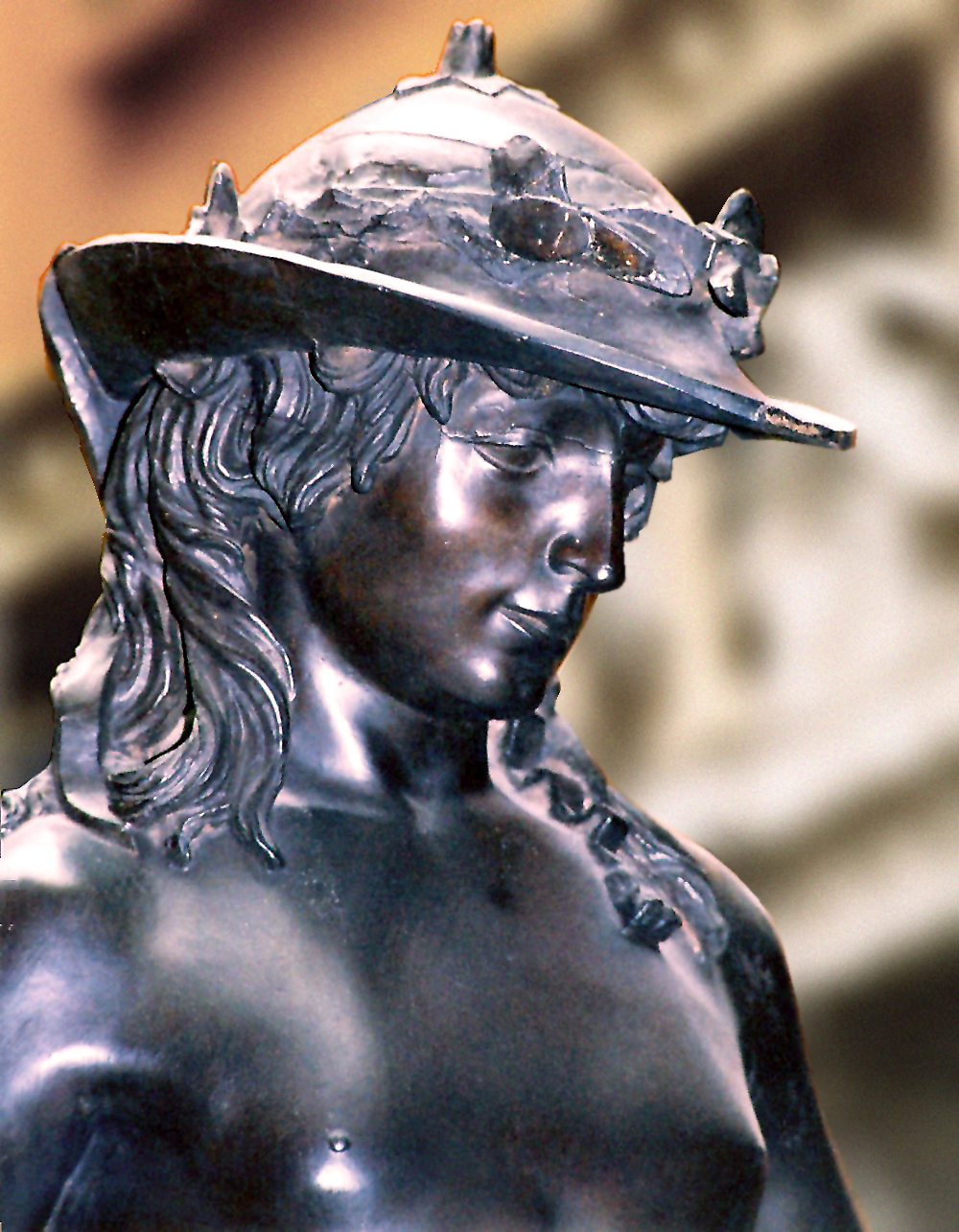
Detall del cap amb un barret típic de la Toscana

Un dels principals encàrrecs de Cosme de Mèdici va ser l'escultura de David que Donatello realitzà cap a 1440; es va ubicar als jardins del seu palau de Florència, on va romandre fins a l'any 1495, quan Pere I de Mèdici va ser expulsat de la ciutat i l'estàtua va ser traslladada al pati del Palazzo Vecchio. Actualment es troba al Museu del Bargello.
És una obra representativa del Quattrocento italià, i mostra una exaltació del cos humà. Era la primera vegada que, des de l'antiguitat clàssica, es representava un nu en bronze i de mida natural. Donatello tenia un gran coneixement dels clàssics i aquest fet, unit al concepte humanista propi del renaixement, impulsà l'artista a una recerca de la perfecció estètica en la bellesa del cos del jove David. El cos està modelat per àmplies i senzilles masses, amb composicions en diagonals, que demostren el clar contorn de les seves línies.
La figura es troba fermament recolzada sobre la seva cama dreta, mentre que el peu esquerre està sobre el cap del vençut Goliat, amb un posat marcadament poc curós; s'observa una clara influència de l'estil de Praxíteles, tècnica que es coneix també com a contrapposto. Vasari, en la seva descripció, ens la descriu com si fos el buidatge d'una figura natural: «…aquest cos és tan natural, vívid i delicat que als artistes els sembla que ha d'haver estat emmotllat sobre el cos d'una persona viva.»

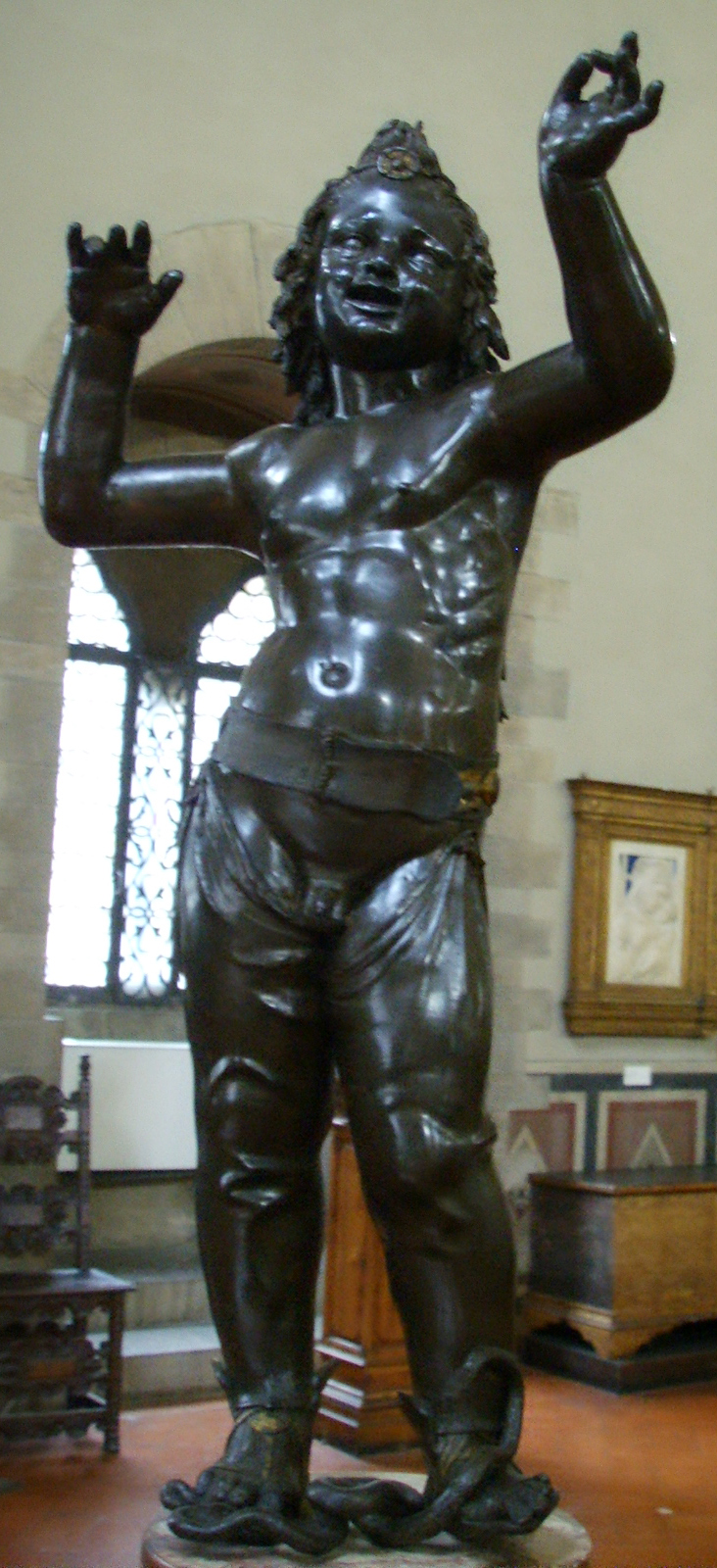
Atis-Amor al Bargello

### Altres obres
Es considera que Donatello era un expert en tractar temes infantils, sobretot en la capacitat de captar l'alegria dels infants, com ja havia fet en les tribunes de les catedrals de Florència i en el Púlpit exterior de la catedral de Prato.
La figura de l'Amoret dansaire, guardada al museu Bargello, és tractada com si fos un tema clàssic i és una interpretació d'una gran vivacitat i un magnífic realisme.
L'altra figura de bronze, molt semblant, li va ser encarregada pels Doni. És l'anomenat Atis-Amor, que durant molt de temps va ser considerada una peça etrusca. L'obra està datada el 1440-1443 i es conserva al museu del Bargello. En aquesta peça Donatello va demostrar el seu gran coneixement de la iconografia i la mitologia; les roselles sobre el cinturó d'Atis, el petit déu frigi de la vegetació, són el símbol de la seva amant Cíbele, la Gran Deessa Mare, la serp que es caragola en els seus peus és un símbol ctònic de la vida que, enterrada, torna a néixer, el pentinat i els pantalons sostinguts a la mena frígia recorden l'origen anatòlic del culte a Cíbele i Atis. L'exposició dels genitals és símbol, segurament, de la castració ritual a la qual eren sotmesos els sacerdots de la deessa Cíbele.
El bust de bronze del jove amb camafeu sobre el pit es troba al museu del Bargello. Es creia realitzat a l'època de bronzes com el David i l'Atis-Amor i, per tant, la datació és d'abans de la seva partida cap a Pàdua. Tot i això, historiadors més actuals l'han datada com una obra dels darrers anys de Donatello.
Una de les últimes escultures realitzades abans del seu viatge a Pàdua va ser el Sant Joan Baptista de fusta policromada, realitzat per a l'església de Santa Maria dei Frari, a Venècia. En una restauració de l'any 1973, es va descobrir una inscripció a l'obra amb la data de 1438; aquest fet va orientar als especialistes, ja que per l'estil de l'escultura, que mostra una gran expressió, s'havia datat en una etapa posterior de l'artista, relacionant-la amb la Magdalena penitent més que en obres com el David de bronze i l'Amor-Atis. Una obra molt similar i amb el mateix tema la va realitzar l'artista cap al 1455; era també de bronze i anava destinada a la catedral de Siena.
La crucifixió realitzada en un baix relleu de bronze i amb pàtina daurada és coneguda com la Crucifixió Mèdici, per haver estat descrita per Raffaello Borghini com una de les pertinences del Gran Duc Francesc I de Mèdici, l'any 1584. El relleu està compost quasi d'una manera pictòrica i el daurat en algunes de les seves parts provoca un efecte força lluminós. Al costat de Crist es troben les dues creus dels lladres, i estàn clavant el de la dreta i fa contorsions a causa del dolor. La part inferior del relleu està ocupada per una gran quantitat de personatges, com soldat, dones esquinçades pel dolor, i gent recollida en si mateixa o plorant en silenci. S'ha datat en algun moment entre l'any 1453 i el 1456.
Un magnífic Cap barbut de bronze atribuït a Donatello, també exposat al Bargello, està col·locat sobre una peanya barroca i, pel seu estil, es considera una obra de la maduresa de l'artista.

## Pàdua (1443-1453)
L'any 1443 li van arribar diversos encàrrecs de Pàdua, per la qual cosa abandonà Florència i traslladà la seva residència a la nova ciutat per un espai de deu anys. En aquesta ciutat, Donatello es trobà amb un ambient artístic molt més lliure que el classicisme humanista de Florència.

### Crucifix de bronze

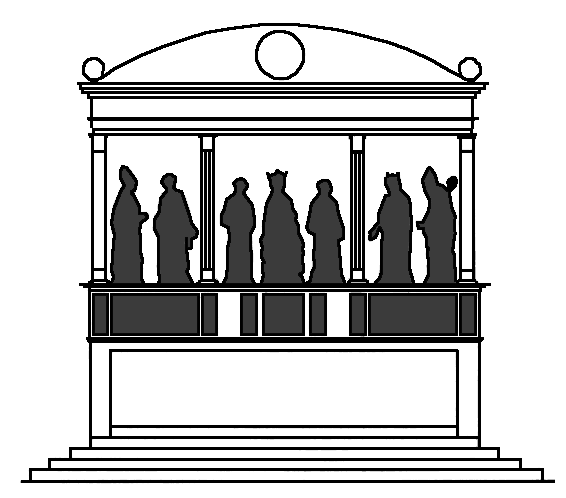
Reconstrucció possible de l'altar major de la Basílica de Sant Antoni de Pàdua

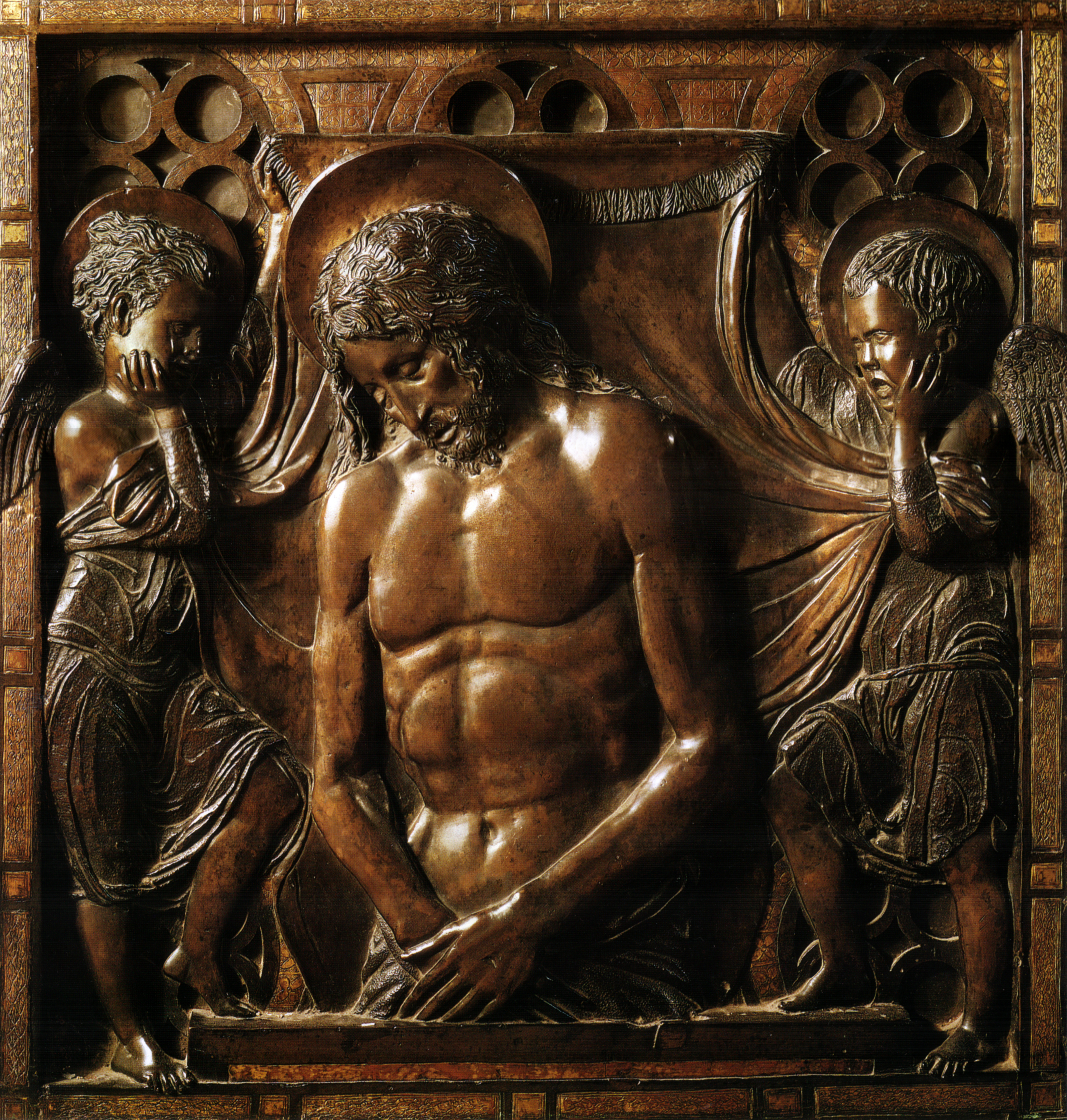
Relleu de bronze del Crist mort

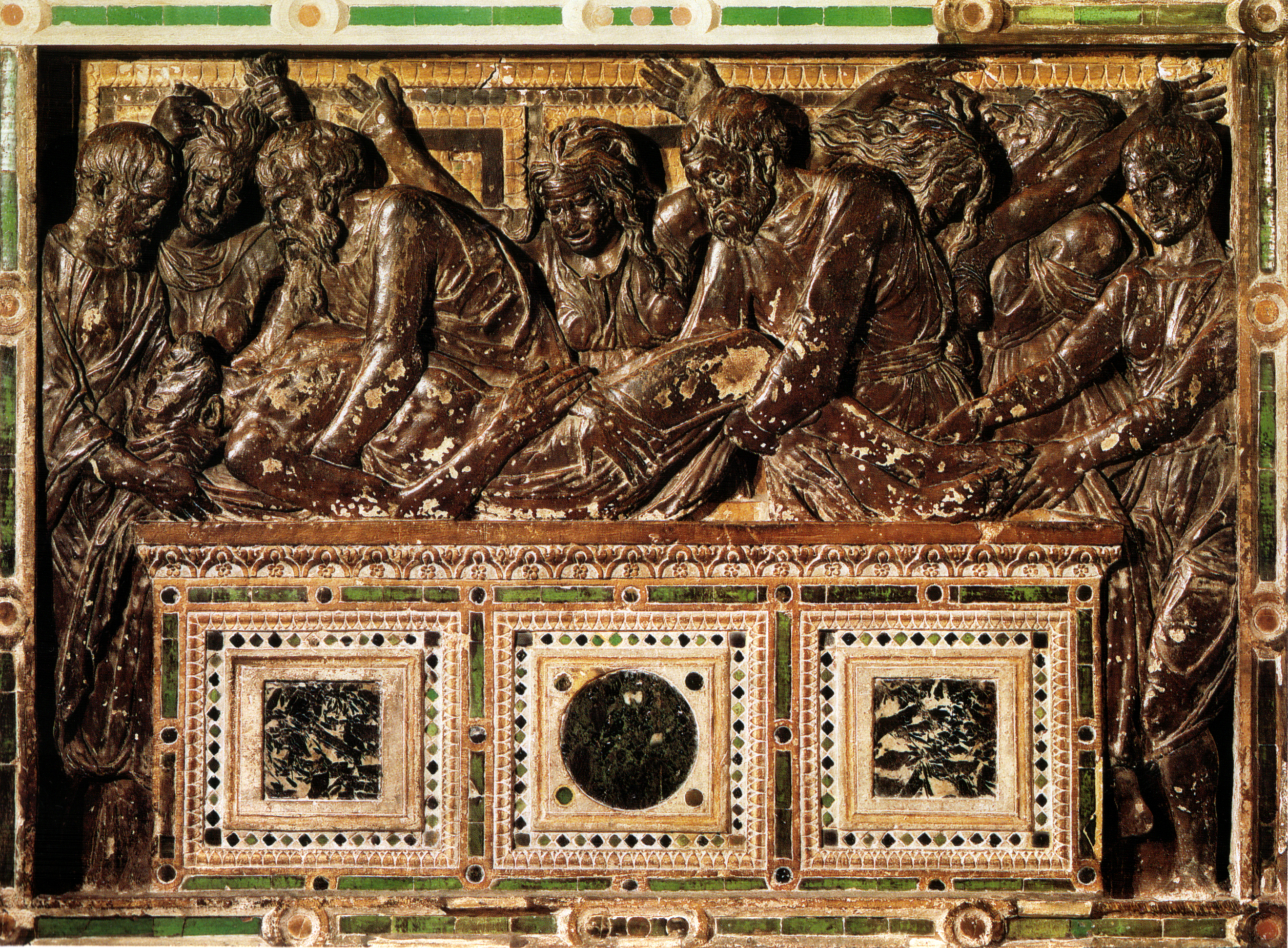
Relleu de pedra policromada de l'Enterrament de Crist

El seu primer treball a Pàdua va ser el Crucifix de bronze de mida natural, realitzat per a la basílica de Sant Antoni. Probablement fou concebut per a ser col·locat de manera independent sobre el cor, encara que després es va incloure a l'altar major. El cap el té inclinat cap a la dreta, amb una expressió de sofriment al rostre, amb la boca entreoberta immers en el seu últim sospir just abans de morir. Les formes del cos estan modelades harmoniosament i les proporcions estan fetes amb molt de detall; Donatello va aplicar tot el seu coneixement de l'anatomia humana. El Crist va ser realitzat tot nu, però a l'època barroca se li va afegir un pany de puresa de bronze.

### Altar major de Sant Antoni de Pàdua
Davant el resultat excel·lent que aconseguí amb el crucifix, va rebre un important encàrrec per a l'altar major, datat el 13 d'abril de 1446, gràcies a una generosa donació per part de Francesco del Tegola. L'artista va projectar un gran grup escultòric de bronze que va ser realitzat amb la tècnica de la cera perduda. Aquí va poder experimentar Donatello amb més llibertat que mai, i va poder realitzar magistralment l'elaboració de totes les escultures de l'altar. L'altar també va ser ideat per l'escultor: 
| «                                                                             | ...com si fos un gegantí nínxol plàstic, on les estàtues de la Mare de Déu i dels Sants s'alçaven en un elevat basament ornat de relleus, per encloure's dintre d'un edicle coronat d'un baldaquí amb volta. Era quasi un hiperbòlic relleu, les gradacions del qual anaven, des de l'abreviatura del aplanat, a la plenitud de l'estatuaria i la plasticitat del qual es resolia, no ja a la dinàmica síntesi del to lluminós, sinó en una llum irreal, exaltada per la mateixa matèria, la resplendor del bronze i l'or, la policromia de les pedres, fins a arribar a l'esplendor icònica del frontal medieval. | » |
| — L. Becherucci, Enciclopedia Universale dell'Arte: Donatello, V, Roma, 1960. | |   |

Nombrosos documents atesten tot el que té relació amb el treball d'aquestes obres; se sap que es va envoltar de nombrosos ajudants, entre ells Urbano da Cortona, Giovanni da Pisa, Antonio Chellini, Francesco del Valente i el pintor Niccolò da Pizzolo. El dia de Sant Antoni, el 13 de juny de 1448, s'exposaren les escultures i relleus ja acabats, i es posaren dintre d'un model arquitectònic fet de fusta; l'obra es va concloure el 1450. L'any 1579 l'altar va ser completament desarmat per ocupar el seu lloc un d'estil barroc i les escultures van ser col·locades en diversos punts de la basílica. Tres-cents anys més tard, el 1895, l'arquitecte Camillo Boito va organitzar la reconstrucció, incompleta i errada, de l'estructura original ideada per Donatello.
S'han realitzat diverses hipòtesis sobre la seva nova construcció, però no s'ha arribat a un acord. D'entre la quinzena de solucions diferents, una de les que compta amb més crèdit és la de White Janson, en la qual es mostra l'altar en forma de paral·lelepípede coronat per un arc, com un baldaquí descobert, i diverses columnes, de manera que es reparteix l'espai en tres parts on es col·locarien les imatges sobre diversos plans. El pla central estaria presidit per l'escultura de la Mare de Déu i l'Infant, per a la qual Donatello s'inspirà en el tipus d'imatge de la Nikopoia romana d'Orient, amb lleugers canvis com les esfinxs que flanquegen el tron. A cadascun dels seus costats hi hauria tres imatges; en un, sant Francesc, sant Antoni i santa Justina; i l'altre, sant Daniel, sant Lluís i sant Prosdocimo. El grup de l'Enterrament de Crist és l'únic realitzat en pedra, i està ubicat al centre posterior de l'altar. El relleu que ocupa la part central, sota l'estàtua de la Mare de Déu, és el del Crist mort; aquesta peça mostra una figura amb l'expressió més continguda que el del crucifix de sobre l'altar.
Els quatre símbols dels evangelistes, realitzats en relleus de bronze, es troben als costats laterals de l'altar. Dotze relleus més, amb un format de 58 x 21 cm, que representen amorets que fan música, es reparteixen per tot l'altar, situats als costats dels principals relleus, els de mida més gran.
|  |  |

|  |  |

Els relleus amb les escenes dels miracles de sant Antoni es troben al voltant de tota la base. El Miracle de la mula està repartit entre tres arcs d'arquitectura. El Miracle del fill perdut es troba en una espècie de circ, amb les línies obliqües de les escales que atreuen la direcció de la mirada de l'espectador cap al centre. El Miracle del cor de l'avar té una narrativa atapeïda que mostra els principals esdeveniments de la història amb un moviment de composició circular, amb un baix relleu en stiacciato. Al Miracle del nadó que parla, els personatges principals estan situats al centre, mentre que les persones que assisteixen al miracle els envolten en semicercle. L'escena està ambientada en una arquitectura en perspectiva que representa els murs d'una església toscana.

### Estàtua eqüestre de Gattamelata

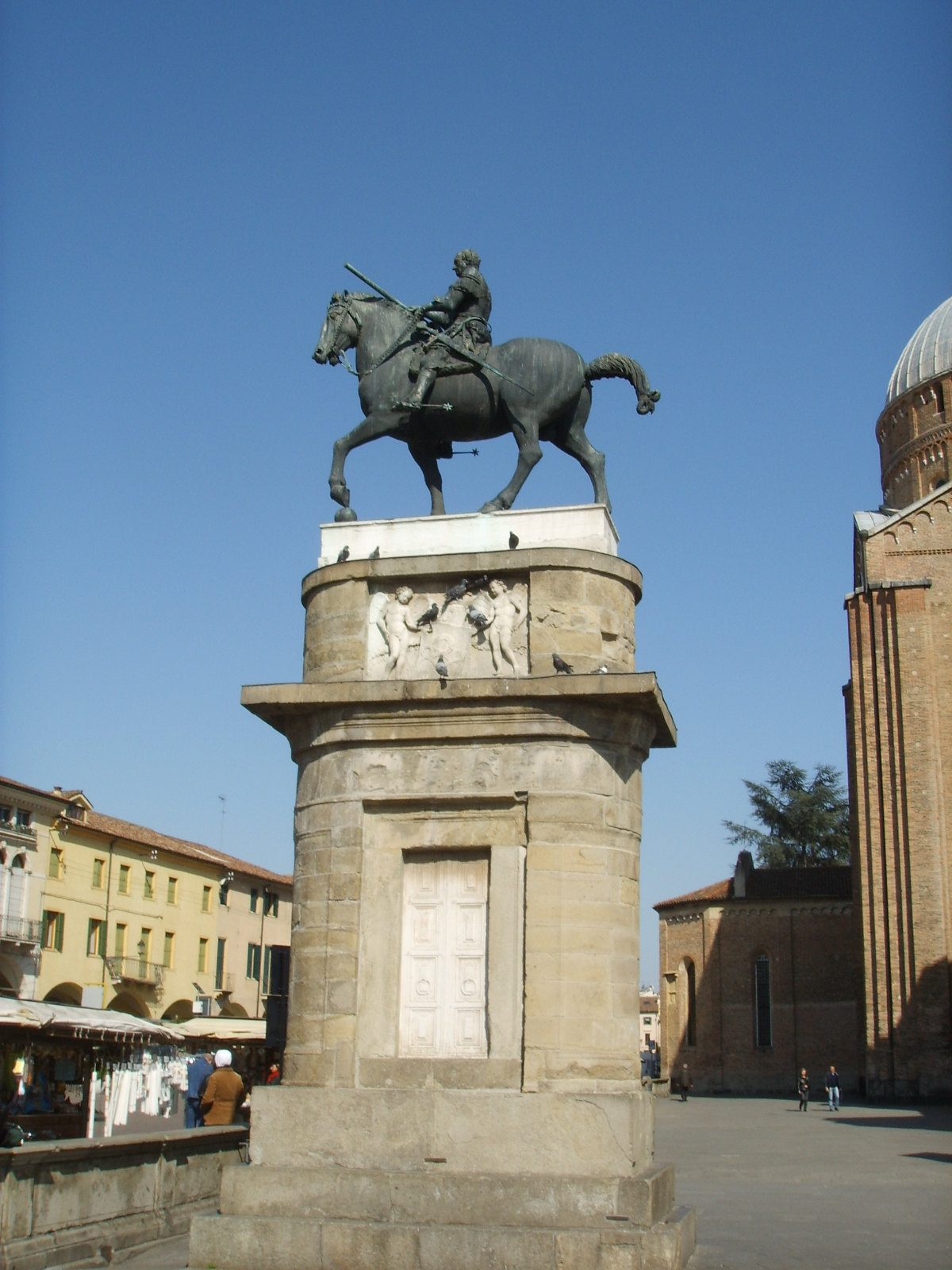
Monument a Gattamelata (Pàdua)

El principal motiu de la seva estada a Pàdua va ser erigir l'estàtua eqüestre del condottiere Erasmo de Narni, Gattamelata.
Considerat com un monument més funerari que de glorificació de l'heroi, Donatello va crear un cenotafi, i ho va representar d'acord amb la tradició del Trecento, com ho havien fet Simone Martini (1328) en uns frescs del Palau Comunal de Siena i Paolo Uccello (1436) al quadre John Hawkwood (Giovanni Acuto) de la catedral de Florència. Tanmateix, l'escultura de tema eqüestre no es realitzava de manera monumental des de l'antiguitat clàssica, i es creu que l'escultor va agafar com a model l'estàtua de Marc Aureli a Roma. S'aprecia un tractament clàssic de l'obra, essent aquesta una de les seves escultures que més han influït en obres posteriors d'altres artistes. Segons Vasari:
| «                 | En aquesta obra, Donatello va demostrar tant art, i la fosa va resultar tan notable, en les proporcions i en la seva bondat, que en veritat se la pot parangonar amb les millors estàtues de l'Antiguitat, pel seu moviment, dibuix, proporcions i execució. Per això, no només sorprengué els homes del seu temps, sinó que fins i tot ara no ens és possible contemplar-la sense admiració. | » |
| — Giorgio Vasari. | |   |

L'escultura presenta el moment en el qual Gattamelata cavalca pausadament sobre el seu cavall, amb una clara evocació dels que hi ha a San Marco de Venècia. El personatge mira frontalment, desafiador i enèrgic, i el seu rostre està tractat com en un retrat romà. El conjunt de genet i cavall estan col·locats sobre un gran pedestal de dos pisos amb relleus d'àngels dolguts i en dos dels seus costats hi ha unes portes de marbre, que imiten els sarcòfags clàssics; representen les portes de l'Hades.

## Darrers anys
Als seixanta-cinc anys, Donatello va tornar a Florència, on encara l'esperaven grans obres per realitzar. L'escultor demostra en elles els seus dubtes sobre l'humanisme que creia en la bellesa total de la figura humana, i va crear en aquests últims anys un tipus d'imatges molt més expressives i amb més valor psicològic, que mai no havia fet fins aleshores.

### Maria Magdalena penitent

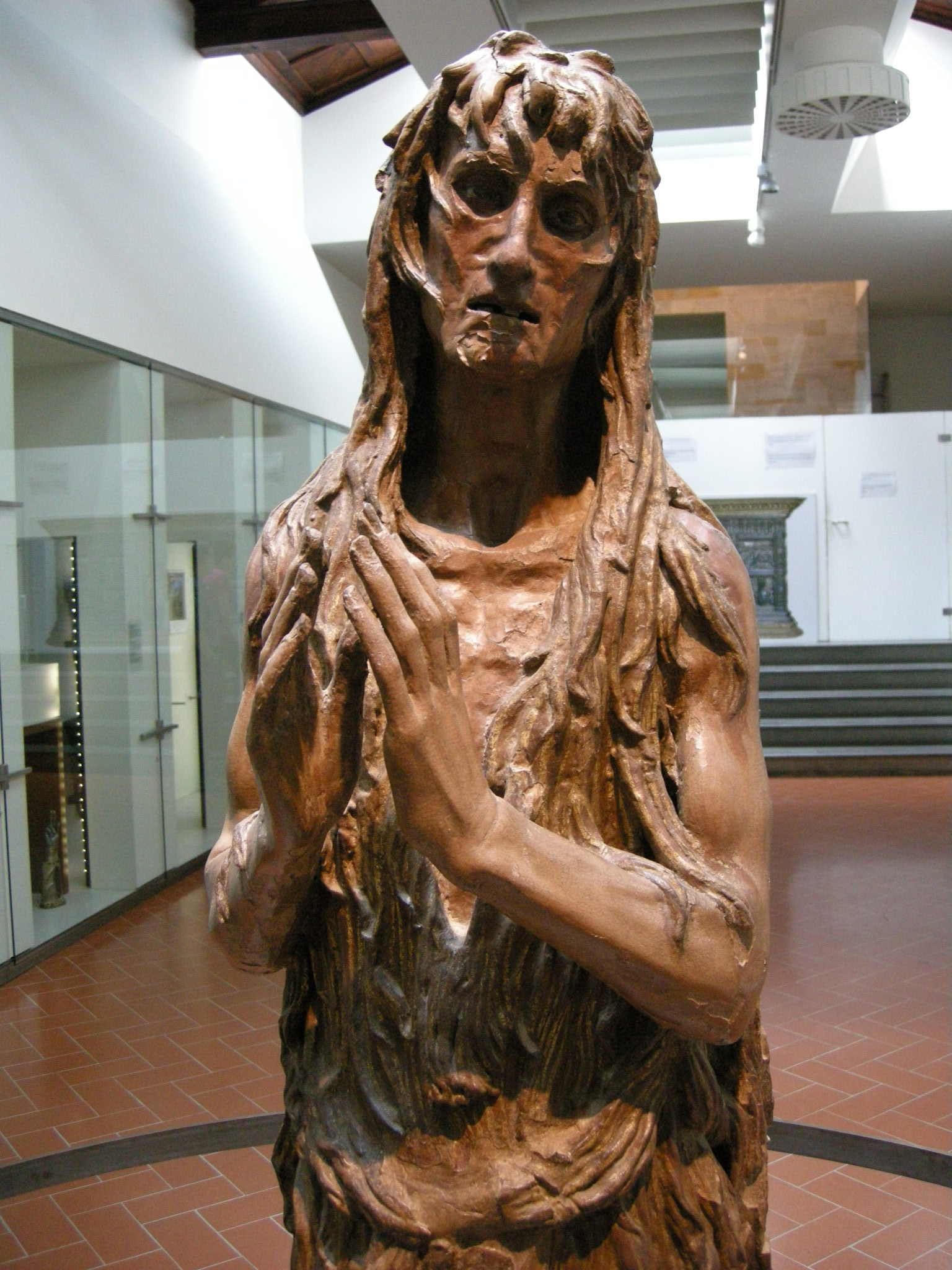
Detall de Maria Magdalena penitent

L'any 1453 va ser quan Donatello va retornar a la seva ciutat natal, a Florència. Va rebre l'encàrrec, es creu que per al Baptisteri de Sant Joan (Florència) de Santa Maria del Fiore, d'una imatge de Maria Magdalena penitent, que des de l'any 1972 es troba al Museu dell'Opera del Duomo (Florència).
Donatello es va inspirar en la Llegenda àuria de Iacopo da Varazze, on narra el retir de Maria Magdalena, per aconseguir la redempció dels seus pecats; Maria va pelegrinar i va fer vida d'ermitana, es creu a la part meridional de França. Així la va representar Donatello, una escultura realitzada en fusta policromada, a una edat ja madura, demacrada pel sofriment, vestida amb una atrotinada peça de roba de pell i amb una cabellera cobrint-li el cos. Es troba a peu dret, amb les mans ossudes unides en una actitud de pregària; l'expressió del seu rostre revela la fatiga i el dolor pels quals ha passat, amb els ulls enfonsats i una dentadura que es copsa esdentegada a través de la boca entreoberta. Té els pòmuls molt pronunciats per l'extrema primesa, estat que també s'aprecia als braços i cames, on es marquen perfectament els músculs i altres detalls anatòmics.
Amb anterioritat, l'artista ja havia mostrat un gran expressionisme en l'obra Sant Joan Baptista de fusta, a Venècia. Tot i això, és en aquesta etapa florentina dels darrers anys on millor i amb més intensitat aprofundeix en l'expressió de les figures, com s'observa al Sant Joan Baptista de bronze per a Siena i, especialment, en aquesta escultura de Maria Magdalena penitent. L'expressionisme d'aquesta escultura es pot comparar a les versions barroques d'aquest mateix tema.

### Judit i Holofernes

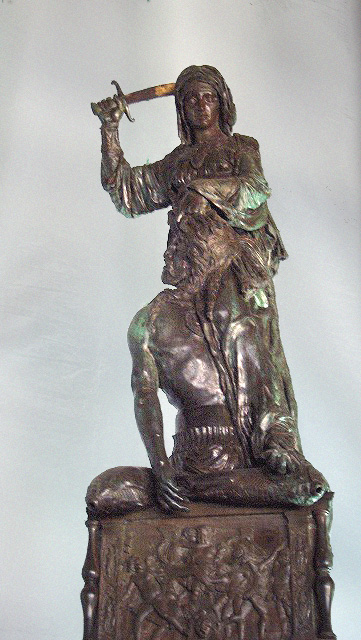
Judit i Holofernes al Palazzo Vecchio

L'estàtua Judit i Holofernes va ser encarregada per Cosme el Vell o pel seu fill Pere I de Mèdici entre 1455 i 1460; havia de servir per decorar la font del jardí del Palau Mèdici Riccardi. Estava en el pati d'aquest palau juntament amb el David de Donatello. Aquestes dues obres es troben entre les primeres estàtues del renaixement italià que són completament independents, fora de qualsevol arquitectura.
Representa l'assassinat del general assiri Holofernes a mans de Judit. Es considera a Judit com el símbol de la llibertat, la virtut i la victòria del feble sobre el fort, al servei d'una causa justa. Sosté en una mà una gran espasa, i amb l'altre té agafat pel cabell el cap d'Holofernes. Les dues figures són tractades per l'escultor de manera completament oposada; Holofernes està nu i modelat en correspondència amb les normes de l'anatomia, mentre Judit està tota vestida, coberta per la roba, vestimenta que detalla un físic més aviat fràgil. El cap de Judit està cobert amb una mantellina i no li sobresurt ni un pèl, mentre que la cabellera d'Holofernes és llarga i salvatge. La seva identificació amb el «vici» es veu confirmada per una sèrie d'atributs, entre els quals destaca el medalló que rellisca per l'esquena d'Holofernes, on es retrata un cavall irritat.
El cos d'Holofernes cau ja sense forces i només se sosté per la mà de Judit. El peu dret de l'heroïna està posat de manera eloqüent damunt els genitals, mentre que l'altre peu el té al canell, i el genoll cobreix la meitat del medalló al·legòric. També la presència a la base de l'escultura d'escenes amb bacanals, fa recordar l'embriaguesa i el desenfrenament del tirà, tal com es descriu a la Bíblia. L'estructura de l'obra és piramidal, amb forma d'un prisma triangular; a la part superior, el rostre hieràtic de Judit i la fulla de l'espasa des del braç dret doblegat a l'heroïna de noranta graus; un altre punt central del grup és el cap d'Holofernes sobre el que convergeixen les diagonals del grup. L'estàtua, originàriament, va ser daurada; encara es poden veure restes del color en algunes parts de l'obra, com a l'espasa. Per facilitar el daurat del bronze va ser fosa en onze parts. La base de l'escultura s'assembla a un coixí, un element naturalista utilitzat per primera vegada per Donatello al Sant Marc, a Orsanmichele. Inscrit en el coixí es poden llegir les paraules OPVS. Donatelli. FLOR.
El 1495, l'escultura es va col·locar a la Piazza della Signoria, al costat de la porta principal del Palazzo Vecchio, en memòria de l'expulsió de Pedro de Mèdici de Florència i la implantació de la república pel florentí Girolamo Savonarola. Aquesta vegada, l'estàtua simbolitza l'expulsió dels Mèdici tirànics. L'estàtua més tard va ser traslladada al pati interior del Palazzo Vecchio. El 1988, va ser substituïda per una còpia de bronze i l'original, després de la seva restauració, es va col·locar a la Sala dei Gigli, a l'interior del Palazzo Vecchio.

### Dos púlpits de San Lorenzo

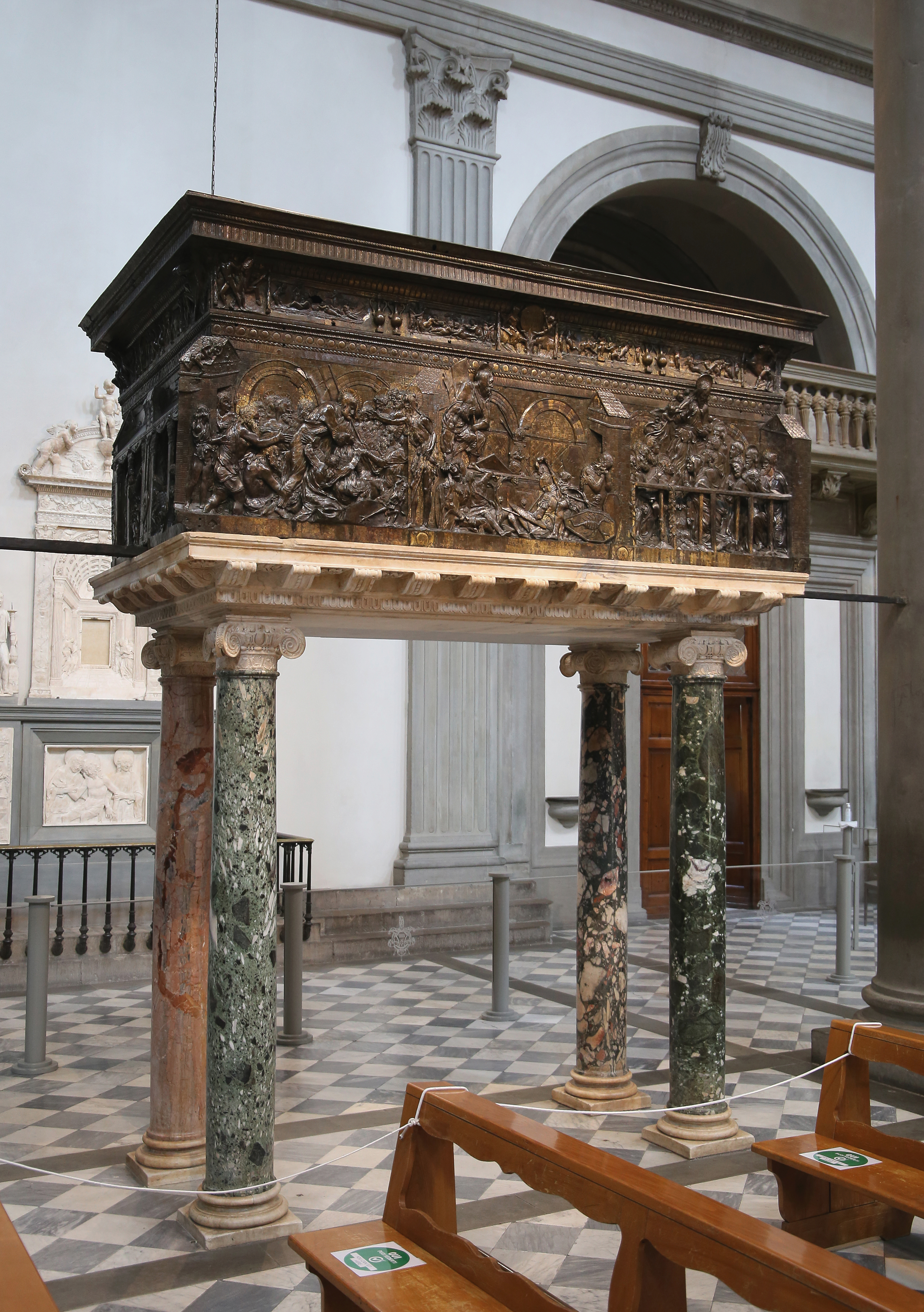
Púlpit de la Resurrecció

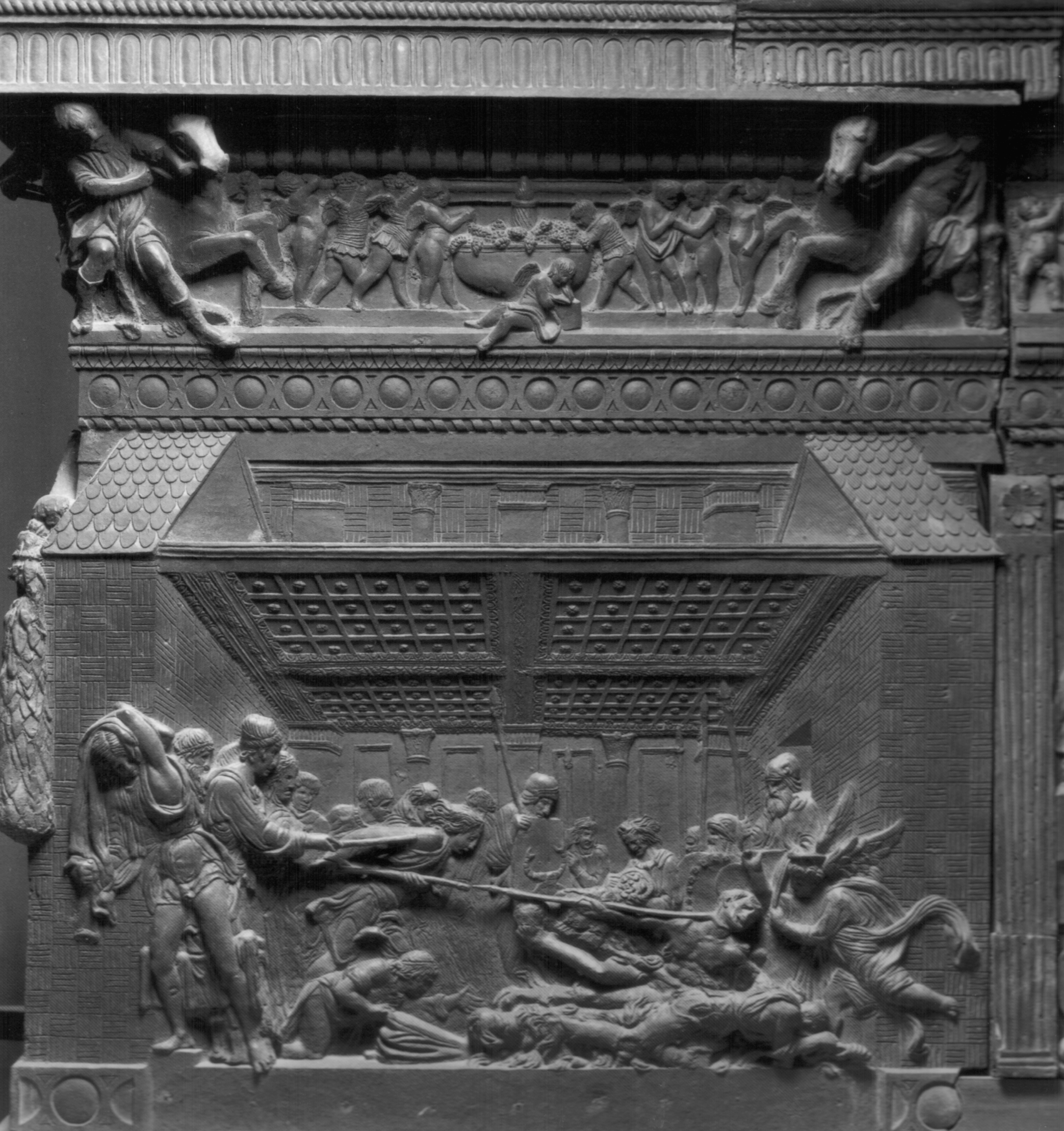
Relleu del Martiri de Sant Llorenç

La darrera obra florentina van ser els dos púlpits de bronze per a la basílica de San Lorenzo, encàrrec del seu amic Cosme el Vell. Aquestes van ser les obres amb què Donatello va concloure la seva activitat artística. El treball va ser dut a terme amb l'ajuda de Bartolomeo Bellano i Bertoldo di Giovanni, però dissenyats completament per Donatello. Això s'accentua a la figura religiosa que porta a la ficció més extrema, produïda per la tècnica de «non-finito», que en algunes parts de les figures es mostren només aproximades.
Els dos púlpits estan relacionats i presenten nombrosos problemes a l'estudi crític. A més de la difícil avaluació de les autories de les obres, si de Donatello o dels seus ajudants, s'ignora el client que va fer l'encàrrec; podria haver estat Cosme de Mèdici. La presentació que es pot observar en l'actualitat, en què les figures estan col·locades cadascuna sobre quatre columnes de marbre, es creu que és d'una data força posterior a la mort de Donatello. Alguns han suggerit que els diferents panells que componen els púlpits estaven destinats originàriament com a sarcòfags, potser el del mateix Cosme i la seva esposa Contessina de Bardi, o per al seu fill Joan de Cosme de Mèdici. El possible ús per al cor de la basílica sembla poc probable per la mida massa petita.
La datació de l'obra se situa en el període en què Donatello havia tornat de Siena (1459-1460) i posterior al relleu del Martiri de Sant Llorenç, que pertany al púlpit de la Resurrecció, i que en el que es va descobrir la inscripció amb la data 15 de juny de 1465; així i tot, no se sap si aquesta és la data de la fosa o la de l'acabat del púlpit. A més, la mort de Donatello va succeir el 1466, i és un altre aspecte que dificulta la datació correcta de l'obra. En les biografies més antigues, començant per la de Vasari, es comenta que el mestre passava la major part dels seus últims temps, malalt al llit. Malgrat totes aquestes qüestions, els dos púlpits es consideren els darrers treballs de Donatello. Aquesta última obra mestra conclou el seu estudi de l'ànima humana, la composició espacial i la llibertat que ha caracteritzat tota la seva carrera; així, assoleix l'extrem de la seva evolució.
Púlpit de la Resurrecció:
- Crist davalla al Limbe
- Resurrecció
- Ascensió de Crist
- Dones a la tomba de Crist
- Pentecosta
- Martiri de sant Llorenç

Púlpit de la Passió:
- Oració de l'hort
- Crist davant Pilat i Caifàs
- Crucifixió
- Davallament de Crist
- Sant Enterrament

### Mort i situació econòmica
Va morir a Florència l'any 1466 i es va disposar la seva sepultura a la Basílica de San Lorenzo, a la cripta que hi ha sota l'altar. Està col·locat a la capella funerària dels Mèdici i al costat de la tomba de Cosme el Vell. Entre els personatges que van traslladar el taüt es trobava Andrea della Robbia. El cenotafi de Donatello el va realitzar l'escultor Raffaello Romanelli el 1896.
Segons uns informes de Vasari, l'artista va passar els seus últims dies abandonat per la fortuna, a conseqüència d'una malaltia paralitzant que el feia estar al llit i sense poder treballar. En el moment de la seva mort encara tenia un deute de 34 florins, els del pagament del lloguer de casa seva i aquest fet ha donat lloc a un debat sobre el seu estat real de pobresa. Però la qüestió sembla que és una conseqüència que té més a veure amb el seu total desinterès pels assumptes financers, desatenció per les qüestions econòmiques que va demostrar al llarg de la seva vida. Moltes anècdotes donen fe d'aquesta actitud; en els dies més gloriosos de treball en el seu taller, acostumava a penjar una cistelleta plena de diners, de la qual els seus ajudants podien aprofitar-se lliurement, segons les necessitats de cadascú. Els honoraris que va rebre pel seu treball l'havien assegurat molts guanys i, a més a més, Cosme de Mèdicis li havia concedit una paga vitalícia setmanal fins a la fi de la seva vida.

## Anàlisi
Donatello era conegut ja pels primers teòrics artístics com un dels pares del «renaixement» de les arts del segle xv, el primer capaç d'igualar el nivell dels grans escultors de l'antiguitat. Ja el 1481 Cristoforo Landino a la seva Apologia situà Donatello a l'altura dels antics clàssics i Giorgio Vasari, en les dues edicions de Le Vite (1550 i 1568), insistia que el seu treball era més proper als artistes de l'antiga Roma que a qualsevol altre mestre que l'hagués precedit en la seva època.
Donatello va desenvolupar innovacions que van revolucionar la tècnica del relleu. Es tracta del relleu en stiacciato, que es basa a l'aplanat i el gruix en una variació infinitesimal, tècnica que recorda l'obra gràfica. Mitjançant subtils jocs de llum i ombra les figures podien estar organitzades dins un efecte de profunditat; d'aquesta manera els grups de figures, el paisatge i els elements arquitectònics se superposen un darrere de l'altra, en diversos nivells, efecte impossible amb les tècniques tradicionals. Vasari, per tant, no dubta a afirmar que Donatello va elevar l'art del relleu a una nova dimensió i aquesta opinió continua sent compartida per als historiadors de l'art modern.

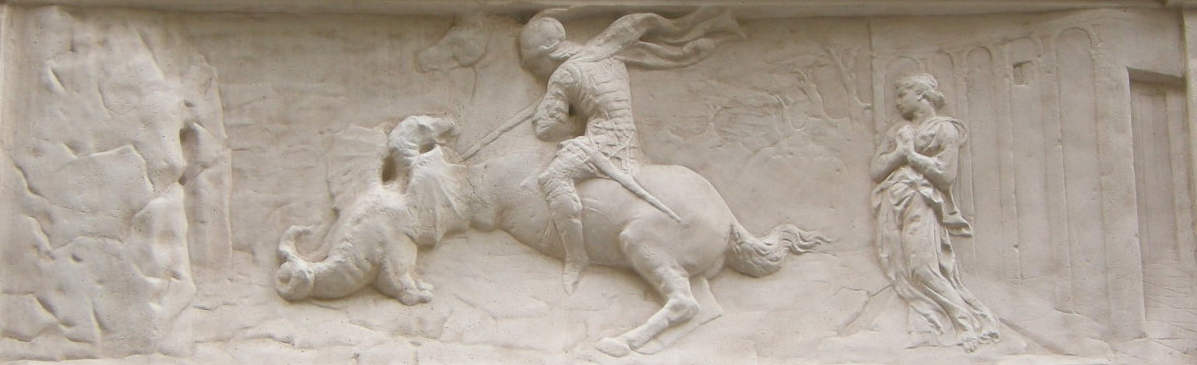
Sant Jordi allibera a la princesa de Donatello, un primer exemple de relleu en stiacciato des d'una perspectiva central.

Al llarg de la seva evolució artística és evident el continu aprofundiment i desenvolupament del repertori tècnic i temàtic, amb un important estudi preliminar de cadascun dels nous tipus de treball, l'avaluació de les necessitats específiques i la recerca dels efectes desitjats.
Però no han faltat les corresponents veus crítiques al seu treball, com la del seu amic Filippo Brunelleschi. Les obres creades en el seu període tardà, que presenten un estil cru i molt expressiu, van ser criticades ja al segle xvi, per anar-se revalorant, i de manera gradual, més recentment, al segle xx.

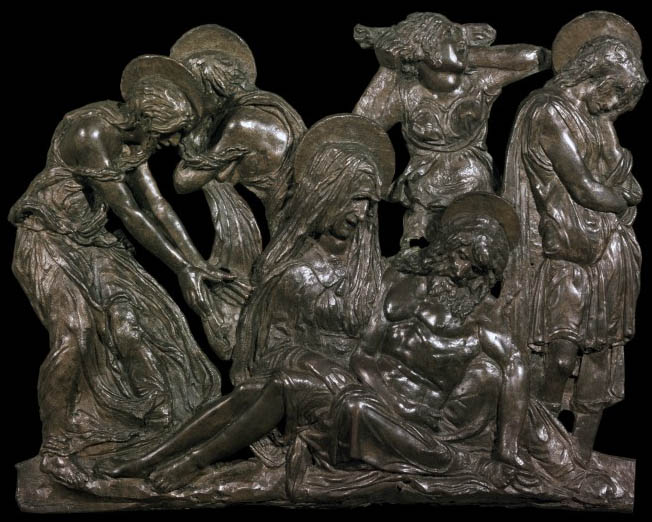
Lamentació per Crist mort,exemple de l'època tardana amb gran dramatisme expressiu (1460?).

Baccio Bandinelli, al segle xvi, considerà els dos púlpits de la basílica de San Lorenzo com el pitjor treball de totes les obres de Donatello, i les va considerar com a «errades» de la vellesa i la creixent ceguesa del mestre. Només als últims segles, amb l'arribada del manierisme, se n'ha anat revisant l'opinió crítica sobre aquestes dues obres. Avui dia, l'avaluació és netament benèvola, sobretot amb relació a la intensitat expressiva del llenguatge de Donatello, amb una iconografia en la qual reinventa amb llibertat i originalitat els temes bíblics.
Vasari va escriure la biografia de Donatello i el corresponent catàleg d'obres incloses, amb una sèrie d'errades. Que es produïssin aquestes incorreccions, en part, hi va contribuir el desmantellament o l'extracció de les obres dels seus llocs originals. Això va fer més difícil poder tenir una visió de conjunt de la seva obra. El 1886, per exemple, durant les celebracions impulsades a Florència amb motiu del cinquè centenari del seu naixement, algunes obres i documents van ser atribuïts a altres autors. Des d'aleshores, la historiografia artística ha començat a treballar en la selecció i revisió del catàleg d'obres atribuïdes, per esmenar antics errors. Fins i tot en l'actualitat, encara es pot afirmar que els estudis estan lluny d'ésser conclosos, especialment el que afecta amplis períodes de la seva vida on la documentació és escassa.
La fama de Donatello va ser molt gran durant l'alt renaixement, i va influir en grans artistes com Andrea del Verrocchio, Rafael Sanzio, Miquel Ángel i Benvenuto Cellini, entre d'altres. Famosa és la lloança que Vasari va escriure en honor de Donatello i Miquel Àngel:
| « | O bé l'esperit de Donatello mou a Buonarroti, O bé el de Buonarroti va moure primer a Donatello. | » |